# Torneo Clausura 2023 (México)
El Torneo Clausura 2023 fue la centésima novena edición del campeonato de liga de la Primera División del fútbol mexicano; se trata del 54.° torneo corto, luego del cambio en el formato de competencia, con el que cierra la temporada 2022-2023.
El campeón de este torneo fue Tigres UANL, que logró su octavo título al derrotar en la final a Guadalajara con un resultado global de 3-2.

## Sistema de competición
El torneo de la Liga BBVA MX, está conformado en dos partes:
- Fase de calificación: Se integra por las 17 jornadas del torneo.
- Fase final: Se integra por los partidos de reclasificación, cuartos de final, semifinal y final, más conocida como liguilla.

### Fase de clasificación
En la fase de clasificación se observó el sistema de puntos. La ubicación en la tabla general, está sujeta a las siguientes condiciones:
- Por juego ganado se obtendrán tres puntos.
- Por juego empatado se obtendrá un punto.
- Por juego perdido no se otorgan puntos.

En esta fase participan los 18 clubes de la Liga BBVA MX jugando en cada torneo todos contra todos durante las 17 jornadas respectivas, a un solo partido.
El orden de los clubes al final de la fase de calificación del torneo corresponderá a la suma de los puntos obtenidos por cada uno de ellos y se presentará en forma descendente. Si al finalizar las 17 jornadas del torneo, dos o más clubes estuviesen empatados en puntos, su posición en la tabla general será determinada atendiendo a los siguientes criterios de desempate:
1. Mejor diferencia entre los goles anotados y recibidos y goles.
2. Mayor número de goles anotados.
3. Marcadores particulares entre los clubes empatados.
4. Mayor número de goles anotados como visitante.
5. Mejor ubicado en la tabla general de cocientes.
6. Tabla Fair Play.
7. Sorteo.

Para determinar los lugares que ocuparán los clubes que participen en la fase final del torneo se tomará como base la tabla general de clasificación.
Participan automáticamente por el título de Campeón de la Liga BBVA MX, los 12 primeros clubes de la tabla general de clasificación al término de las 17 jornadas.

### Fase final
Previo a la ronda de cuartos de final, habrá una fase de reclasificación en la que participarán los clubes ubicados entre las posiciones 5 y 12 de la tabla general. Jugarán el 5 vs. el 12, el 6 vs. el 11, 7 vs. 10 y 8 vs 9. Las eliminatorias se jugarán a un partido, en el estadio del club mejor ubicado en la tabla general. Los 4 clubes ganadores se reubicarán en los lugares del 5 al 8, según su posición en la tabla, para jugar la etapa de cuartos de final. Los equipos ubicados entre los lugares 1 y 4 de la tabla general del torneo regular clasificarán de manera directa a la misma fase.
Los ocho clubes calificados para cuartos de final serán reubicados de acuerdo con el lugar que ocupen en la tabla general al término de la jornada 17, con el puesto del número uno al club mejor clasificado, y así hasta el número 8. Los partidos a esta fase se desarrollarán a visita, en las siguientes etapas:
Los clubes vencedores en los partidos de cuartos de final y semifinal serán aquellos que en los dos juegos anoten el mayor número de goles. De existir empate en el número de goles anotados, el club con mejor posición en la tabla general de clasificación avanza al siguiente ronda. 
Los partidos correspondientes a las fases de visita recíproca se jugarán obligatoriamente los días miércoles y sábado, y jueves y domingo eligiendo, en su caso, exclusivamente en forma descendente, los cuatro clubes mejor clasificados en la tabla general al término de la jornada 17, el día y horario de su partido como local. Los siguientes cuatro clubes podrán elegir únicamente el horario.
El club vencedor de la final y por lo tanto campeón, será aquel que en los dos partidos anote el mayor número de goles. Si al término del tiempo reglamentario el partido está empatado, se agregarán dos tiempos extras de 15 minutos cada uno. De persistir el empate en estos periodos, se procederá a lanzar tiros penales hasta que resulte un vencedor.
Los partidos de cuartos de final se jugarán de la siguiente manera:
1.º vs 8.º

2.º vs 7.º

3.º vs 6.º

4.º vs 5.º
En las semifinales participarán los cuatro clubes vencedores de cuartos de final, reubicándolos del uno al cuatro, de acuerdo a su mejor posición en la Tabla general de clasificación al término de la jornada 17 del torneo correspondiente, enfrentándose:
1.º vs 4.º

2.º vs 3.º
Disputarán el título de campeón del Torneo de Clausura 2023, los dos clubes vencedores de la fase semifinal correspondiente, reubicándolos del uno al dos, de acuerdo a su mejor posición en la tabla general de clasificación al término de la jornada 17 de cada torneo.

## Equipos participantes

### Información de los equipos participantes
| Equipo               | Entrenador             | Ciudad                           | Estadio                | Capacidad | Fundación       | Patrocinador       | Kit          |
| -------------------- | ---------------------- | -------------------------------- | ---------------------- | --------- | --------------- | ------------------ | ------------ |
| América              | Fernando Ortiz         | Ciudad de México                 | Azteca                 | 87 000    | 1916 (108 años) | AT&T               | Nike         |
| Atlas                | Benjamín Mora          | Guadalajara, Jalisco             | Jalisco                | 56 713    | 1916 (108 años) | Caliente           | Charly       |
| Atlético de San Luis | André Jardine          | San Luis Potosí, San Luis Potosí | Alfonso Lastras        | 30 000    | 2013 (11 años)  | Canel's            | Sporelli     |
| Cruz Azul            | Ricardo Ferretti       | Ciudad de México                 | Azteca                 | 87 000    | 1927 (97 años)  | Cemento Cruz Azul  | Joma         |
| Guadalajara          | Veljko Paunović        | Guadalajara, Jalisco             | Akron                  | 49 850    | 1906 (119 años) | Caliente           | Puma         |
| Juárez               | Diego Mejía            | Ciudad Juárez, Chihuahua         | Olímpico Benito Juárez | 19 703    | 2015 (9 años)   | Betcris            | Sporelli     |
| León                 | Nicolás Larcamón       | León de los Aldama, Guanajuato   | León                   | 31 297    | 1943 (81 años)  | Telcel             | Charly       |
| Mazatlán             | Rubén Omar Romano      | Mazatlán, Sinaloa                | Mazatlán               | 25 000    | 2020 (4 años)   | Caliente           | Pirma        |
| Monterrey            | Víctor Manuel Vucetich | Monterrey, Nuevo León            | BBVA                   | 53 500    | 1945 (79 años)  | BBVA México        | Puma         |
| Necaxa               | Andrés Lillini         | Aguascalientes, Aguascalientes   | Victoria               | 25 994    | 1923 (101 años) | Rolcar             | Pirma        |
| Pachuca              | Guillermo Almada       | Pachuca de Soto, Hidalgo         | Hidalgo                | 30 000    | 1892 (132 años) | Cementos Fortaleza | Charly       |
| Puebla               | Eduardo Arce           | Puebla de Zaragoza, Puebla       | Cuauhtémoc             | 51 726    | 1944 (81 años)  | Caliente           | Pirma        |
| Querétaro            | Mauro Gerk             | Querétaro, Querétaro             | Corregidora            | 35 575    | 1950 (74 años)  | Pedigree           | Charly       |
| Santos               | Pablo Repetto          | Torreón, Coahuila                | Corona                 | 30 000    | 1983 (41 años)  | Soriana            | Charly       |
| Tigres UANL          | Robert Dante Siboldi   | Monterrey, Nuevo León            | Universitario          | 41 615    | 1960 (65 años)  | Cemex              | Adidas       |
| Tijuana              | Miguel Herrera         | Tijuana, Baja California         | Caliente               | 27 333    | 2007 (18 años)  | Caliente           | Charly       |
| Toluca               | Ignacio Ambriz         | Toluca, Estado de México         | Nemesio Díez           | 30 000    | 1917 (108 años) | Roshfrans          | Under Armour |
| UNAM                 | Antonio Mohamed        | Ciudad de México                 | Olímpico Universitario | 72 000    | 1954 (70 años)  | DHL                | Nike         |

- Datos actualizados al 24 de abril de 2023.

### Cambios de entrenadores
| Equipo      | Entrenador (Jornadas)     | Fecha de vacante      | Tipo de salida    | Pos. | Entrenador entrante   | Fecha de nombramiento |
| ----------- | ------------------------- | --------------------- | ----------------- | ---- | --------------------- | --------------------- |
| Mazatlán    | Gabriel Caballero (1-4)   | 29 de enero de 2023   | Despido           | 18.° | Christian Ramírez INT | 29 de enero de 2023   |
| Tijuana     | Ricardo Valiño (1-5)      | 4 de febrero de 2023  | Despido           | 14.° | Cirilo Saucedo INT    | 7 de febrero de 2023  |
| Mazatlán    | Christian Ramírez (5) INT | 6 de febrero de 2023  | Fin de interinato | 18.° | Rubén Omar Romano     | 6 de febrero de 2023  |
| Tigres UANL | Diego Cocca (1-5)         | 9 de febrero de 2023  | Mutuo Acuerdo     | 3.°  | Marco Antonio Ruiz    | 9 de febrero de 2023  |
| Tijuana     | Cirilo Saucedo INT (6)    | 11 de febrero de 2023 | Fin de interinato | 13.° | Miguel Herrera        | 10 de febrero de 2023 |
| Cruz Azul   | Raúl Gutiérrez (1-6)      | 13 de febrero de 2023 | Despido           | 17.° | Joaquín Moreno INT    | 14 de febrero de 2023 |
| Cruz Azul   | Joaquín Moreno INT (7-8)  | 23 de febrero de 2023 | Fin de interinato | 16.° | Ricardo Ferretti      | 22 de febrero de 2023 |
| Pumas UNAM  | Rafael Puente Jr. (1-12)  | 19 de marzo de 2023   | Despido           | 16.° | Raúl Alpizar INT      | 21 de marzo de 2023   |
| Pumas UNAM  | Raúl Alpizar INT (13)     | 2 de abril de 2023    | Fin de interinato | 17.° | Antonio Mohamed       | 27 de marzo de 2023   |
| Juárez      | Hernán Cristante (1-13)   | 3 de abril de 2023    | Común acuerdo     | 14.° | Diego Mejía           | 4 de abril de 2023    |
| Tigres UANL | Marco Antonio Ruiz (6-14) | 9 de abril de 2023    | Despido           | 7.°  | Robert Dante Siboldi  | 10 de abril de 2023   |
| Santos      | Eduardo Fentanes (1-16)   | 24 de abril de 2023   | Despido           | 11.° | Pablo Repetto         | 24 de abril de 2023   |

### Equipos por Entidad Federativa
Para la temporada 2022-23, la entidad federativa de la República Mexicana con más equipos en la Primera División es la Ciudad de México con tres equipos. Catorce entidades estarán representados en el torneo.
| Entidad Federativa | N.º | Equipos                          |
| ------------------ | --- | -------------------------------- |
| Ciudad de México   | 3   | América, Cruz Azul, y Pumas UNAM |
| Jalisco            | 2   | Atlas y Guadalajara              |
| Nuevo León         | 2   | Monterrey y Tigres UANL          |
| Aguascalientes     | 1   | Necaxa                           |
| Baja California    | 1   | Tijuana                          |
| Chihuahua          | 1   | Juárez                           |
| Coahuila           | 1   | Santos                           |
| Estado de México   | 1   | Toluca                           |
| Guanajuato         | 1   | León                             |
| Hidalgo            | 1   | Pachuca                          |
| Puebla             | 1   | Puebla                           |
| Querétaro          | 1   | Querétaro                        |
| San Luis Potosí    | 1   | Atlético de San Luis             |
| Sinaloa            | 1   | Mazatlán                         |

## Torneo regular
- El Calendario completo según la página oficial.
- Los horarios son correspondientes al Tiempo del Centro de México (UTC-6).[27]
- Calendario dado a conocer el 16 de noviembre de 2022.[28]

| Jornada 1  | Jornada 1 | Jornada 1            | Jornada 1              | Jornada 1    | Jornada 1 | Jornada 1    | Jornada 1  | Jornada 1 |
| Local      | Resultado | Visitante            | Estadio                | Fecha        | Hora      | Espectadores | Amonestado | Expulsado |
| ---------- | --------- | -------------------- | ---------------------- | ------------ | --------- | ------------ | ---------- | --------- |
| Necaxa     | 2 - 3     | Atlético de San Luis | Victoria               | 6 de enero   | 19:00     | 12 415       | 3          | 0         |
| América    | 0 - 0     | Querétaro            | Azteca                 | 7 de enero   | 17:00     | 25 856       | 3          | 0         |
| Monterrey  | 0 - 1     | Guadalajara          | BBVA                   | 7 de enero   | 21:10     | 44 498       | 4          | 1         |
| Pumas UNAM | 2 - 1     | Juárez               | Olímpico Universitario | 8 de enero   | 12:00     | 15 886       | 2          | 1         |
| Santos     | 0 - 3     | Tigres UANL          | Corona                 | 8 de enero   | 19:00     | 17 017       | 3          | 1         |
| Tijuana    | 1 - 1     | Cruz Azul            | Caliente               | 8 de enero   | 21:10     | 26 158       | 6          | 0         |
| Pachuca    | 5 - 1     | Puebla               | Hidalgo                | 9 de enero   | 21:10     | 20 777       | 1          | 0         |
| Atlas      | 0 - 0     | Toluca               | Jalisco                | 1 de febrero | 20:05     | 14 786       | 3          | 0         |
| Mazatlán   | 1 - 2     | León                 | Mazatlán               | 24 de marzo  | 21:05     | 10 005       | 2          | 0         |

| Jornada 2            | Jornada 2 | Jornada 2   | Jornada 2               | Jornada 2   | Jornada 2 | Jornada 2    | Jornada 2  | Jornada 2 |
| Local                | Resultado | Visitante   | Estadio                 | Fecha       | Hora      | Espectadores | Amonestado | Expulsado |
| -------------------- | --------- | ----------- | ----------------------- | ----------- | --------- | ------------ | ---------- | --------- |
| Atlas                | 2 - 1     | Mazatlán    | Jalisco                 | 12 de enero | 21:05     | 12 794       | 5          | 0         |
| Atlético de San Luis | 0 - 0     | Guadalajara | Alfonso Lastras Ramírez | 13 de enero | 19:05     | 22 117       | 3          | 1         |
| Puebla               | 2 - 0     | Querétaro   | Cuauhtémoc              | 13 de enero | 21:05     | 10 613       | 3          | 1         |
| Cruz Azul            | 2 - 3     | Monterrey   | Azteca                  | 14 de enero | 17:00     | 16 873       | 5          | 1         |
| Toluca               | 2 - 2     | América     | Nemesio Díez            | 14 de enero | 19:05     | 27 273       | 3          | 0         |
| Juárez               | 3 - 0     | Tijuana     | Olímpico Benito Juárez  | 14 de enero | 19:05     | 11 921       | 6          | 0         |
| Santos               | 3 - 0     | Pumas UNAM  | Corona                  | 14 de enero | 21:05     | 16 144       | 2          | 0         |
| Tigres UANL          | 4 - 1     | Pachuca     | Universitario           | 15 de enero | 19:05     | 41 615       | 4          | 0         |
| León                 | 2 - 1     | Necaxa      | León                    | 16 de enero | 21:05     | 24 722       | 2          | 0         |

| Jornada 3   | Jornada 3 | Jornada 3            | Jornada 3              | Jornada 3   | Jornada 3 | Jornada 3    | Jornada 3  | Jornada 3 |
| Local       | Resultado | Visitante            | Estadio                | Fecha       | Hora      | Espectadores | Amonestado | Expulsado |
| ----------- | --------- | -------------------- | ---------------------- | ----------- | --------- | ------------ | ---------- | --------- |
| Mazatlán    | 1 - 2     | Santos               | Mazatlán               | 20 de enero | 21:00     | 9 854        | 2          | 0         |
| Tijuana     | 1 - 1     | Tigres UANL          | Caliente               | 20 de enero | 21:10     | 23 333       | 6          | 0         |
| Monterrey   | 3 - 1     | Atlético de San Luis | BBVA                   | 21 de enero | 17:06     | 40 162       | 2          | 0         |
| América     | 2 - 2     | Puebla               | Azteca                 | 21 de enero | 19:10     | 26 382       | 7          | 0         |
| Guadalajara | 1 - 2     | Toluca               | Akron                  | 21 de enero | 21:10     | 31 398       | 1          | 1         |
| Necaxa      | 1 - 0     | Cruz Azul            | Victoria               | 21 de enero | 21:10     | 18 114       | 8          | 0         |
| Pumas UNAM  | 4 - 1     | León                 | Olímpico Universitario | 22 de enero | 12:00     | 17 261       | 5          | 0         |
| Querétaro   | 3 - 3     | Atlas                | Corregidora            | 22 de enero | 17:00     | 0            | 3          | 0         |
| Pachuca     | 4 - 1     | Juárez               | Hidalgo                | 22 de enero | 19:10     | 14 474       | 4          | 0         |

| Jornada 4   | Jornada 4 | Jornada 4            | Jornada 4              | Jornada 4   | Jornada 4 | Jornada 4    | Jornada 4  | Jornada 4 |
| Local       | Resultado | Visitante            | Estadio                | Fecha       | Hora      | Espectadores | Amonestado | Expulsado |
| ----------- | --------- | -------------------- | ---------------------- | ----------- | --------- | ------------ | ---------- | --------- |
| Atlas       | 2 - 2     | Santos               | Jalisco                | 26 de enero | 21:00     | 14 073       | 4          | 0         |
| Puebla      | 1 - 2     | Monterrey            | Cuauhtémoc             | 27 de enero | 19:00     | 14 276       | 4          | 0         |
| Tijuana     | 0 - 0     | Pumas UNAM           | Caliente               | 27 de enero | 21:10     | 24 333       | 5          | 1         |
| Tigres UANL | 0 - 0     | Atlético de San Luis | Universitario          | 28 de enero | 19:05     | 41 615       | 3          | 0         |
| América     | 6 - 0     | Mazatlán             | Azteca                 | 28 de enero | 21:10     | 22 588       | 4          | 1         |
| Juárez      | 1 - 2     | Guadalajara          | Olímpico Benito Juárez | 28 de enero | 21:10     | 17 009       | 0          | 0         |
| Toluca      | 0 - 0     | León                 | Nemesio Díez           | 29 de enero | 12:00     | 20 887       | 4          | 3         |
| Pachuca     | 2 - 1     | Necaxa               | Hidalgo                | 29 de enero | 19:00     | 18 103       | 5          | 0         |
| Querétaro   | 2 - 2     | Cruz Azul            | Corregidora            | 29 de marzo | 21:05     | 21 518       | 3          | 0         |

| Jornada 5            | Jornada 5 | Jornada 5   | Jornada 5               | Jornada 5    | Jornada 5 | Jornada 5    | Jornada 5  | Jornada 5 |
| Local                | Resultado | Visitante   | Estadio                 | Fecha        | Hora      | Espectadores | Amonestado | Expulsado |
| -------------------- | --------- | ----------- | ----------------------- | ------------ | --------- | ------------ | ---------- | --------- |
| Atlético de San Luis | 2 - 0     | Puebla      | Alfonso Lastras Ramírez | 2 de febrero | 21:00     | 12 409       | 6          | 0         |
| Necaxa               | 1 - 1     | Tijuana     | Victoria                | 3 de febrero | 19:00     | 12 225       | 6          | 1         |
| Mazatlán             | 2 - 3     | Juárez      | Mazatlán                | 3 de febrero | 21:05     | 17 023       | 4          | 0         |
| León                 | 0 - 1     | Pachuca     | León                    | 4 de febrero | 17:00     | 22 643       | 4          | 2         |
| Cruz Azul            | 0 - 1     | Tigres UANL | Azteca                  | 4 de febrero | 19:10     | 20 164       | 2          | 0         |
| Santos               | 2 - 2     | América     | Corona                  | 4 de febrero | 21:10     | 25 746       | 3          | 1         |
| Pumas UNAM           | 2 - 2     | Atlas       | Olímpico Universitario  | 5 de febrero | 12:00     | 15 515       | 6          | 1         |
| Guadalajara          | 1 - 1     | Querétaro   | Akron                   | 5 de febrero | 17:05     | 26 686       | 3          | 0         |
| Monterrey            | 2 - 1     | Toluca      | BBVA                    | 5 de febrero | 19:10     | 48 788       | 4          | 0         |

| Jornada 6   | Jornada 6 | Jornada 6            | Jornada 6              | Jornada 6     | Jornada 6 | Jornada 6    | Jornada 6  | Jornada 6 |
| Local       | Resultado | Visitante            | Estadio                | Fecha         | Hora      | Espectadores | Amonestado | Expulsado |
| ----------- | --------- | -------------------- | ---------------------- | ------------- | --------- | ------------ | ---------- | --------- |
| Querétaro   | 0 - 3     | León                 | Corregidora            | 9 de febrero  | 19:05     | 0            | 6          | 0         |
| Atlas       | 0 - 2     | Monterrey            | Jalisco                | 9 de febrero  | 21:05     | 12 465       | 4          | 0         |
| Puebla      | 3 - 1     | Mazatlán             | Cuauhtémoc             | 10 de febrero | 19:00     | 10 290       | 1          | 0         |
| Tijuana     | 1 - 0     | Atlético de San Luis | Caliente               | 10 de febrero | 21:10     | 21 333       | 4          | 1         |
| América     | 2 - 1     | Necaxa               | Azteca                 | 11 de febrero | 17:00     | 40 125       | 8          | 0         |
| Tigres UANL | 4 - 2     | Pumas UNAM           | Universitario          | 11 de febrero | 19:05     | 41 615       | 6          | 0         |
| Juárez      | 3 - 1     | Santos               | Olímpico Benito Juárez | 11 de febrero | 19:05     | 13 356       | 1          | 1         |
| Pachuca     | 1 - 1     | Guadalajara          | Hidalgo                | 11 de febrero | 21:05     | 13 681       | 2          | 0         |
| Toluca      | 3 - 1     | Cruz Azul            | Nemesio Díez           | 12 de febrero | 12:00     | 27 273       | 5          | 1         |

| Jornada 7            | Jornada 7 | Jornada 7  | Jornada 7               | Jornada 7     | Jornada 7 | Jornada 7    | Jornada 7  | Jornada 7 |
| Local                | Resultado | Visitante  | Estadio                 | Fecha         | Hora      | Espectadores | Amonestado | Expulsado |
| -------------------- | --------- | ---------- | ----------------------- | ------------- | --------- | ------------ | ---------- | --------- |
| León                 | 2 - 0     | Puebla     | León                    | 14 de febrero | 19:05     | 24 518       | 5          | 1         |
| Tigres UANL          | 0 - 0     | Juárez     | Universitario           | 14 de febrero | 19:05     | 39 246       | 3          | 0         |
| Atlético de San Luis | 1 - 3     | América    | Alfonso Lastras Ramírez | 14 de febrero | 21:05     | 22 240       | 3          | 0         |
| Monterrey            | 2 - 0     | Querétaro  | BBVA                    | 15 de febrero | 19:05     | 41 660       | 4          | 0         |
| Guadalajara          | 2 - 1     | Tijuana    | Akron                   | 15 de febrero | 19:05     | 19 078       | 2          | 0         |
| Necaxa               | 3 - 1     | Pumas UNAM | Victoria                | 15 de febrero | 21:05     | 13 581       | 6          | 1         |
| Mazatlán             | 2 - 3     | Pachuca    | Mazatlán                | 16 de febrero | 21:00     | 8 819        | 3          | 0         |
| Cruz Azul            | 1 - 0     | Atlas      | Azteca                  | 22 de febrero | 20:05     | 39 254       | 5          | 0         |
| Santos               | 0 - 5     | Toluca     | Corona                  | 23 de febrero | 20:05     | 16 470       | 1          | 0         |

| Jornada 8            | Jornada 8 | Jornada 8   | Jornada 8               | Jornada 8     | Jornada 8 | Jornada 8    | Jornada 8  | Jornada 8 |
| Local                | Resultado | Visitante   | Estadio                 | Fecha         | Hora      | Espectadores | Amonestado | Expulsado |
| -------------------- | --------- | ----------- | ----------------------- | ------------- | --------- | ------------ | ---------- | --------- |
| Juárez               | 0 - 0     | León        | Olímpico Benito Juárez  | 17 de febrero | 19:06     | 10 229       | 7          | 2         |
| Puebla               | 1 - 3     | Cruz Azul   | Cuauhtémoc              | 17 de febrero | 21:05     | 21 927       | 5          | 0         |
| Atlético de San Luis | 1 - 1     | Santos      | Alfonso Lastras Ramírez | 18 de febrero | 17:00     | 15 518       | 5          | 0         |
| Monterrey            | 2 - 1     | Necaxa      | BBVA                    | 18 de febrero | 17:06     | 44 132       | 4          | 0         |
| Atlas                | 0 - 1     | Tigres UANL | Jalisco                 | 18 de febrero | 19:05     | 17 315       | 10         | 1         |
| Pumas UNAM           | 1 - 2     | Guadalajara | Olímpico Universitario  | 18 de febrero | 21:05     | 42 823       | 7          | 1         |
| Querétaro            | 1 - 1     | Mazatlán    | Corregidora             | 19 de febrero | 17:00     | 0            | 5          | 0         |
| América              | 2 - 1     | Tijuana     | Azteca                  | 19 de febrero | 19:05     | 31 012       | 4          | 1         |
| Pachuca              | 1 - 2     | Toluca      | Hidalgo                 | 19 de febrero | 21:05     | 10 281       | 2          | 0         |

| Jornada 9   | Jornada 9 | Jornada 9            | Jornada 9     | Jornada 9     | Jornada 9 | Jornada 9    | Jornada 9  | Jornada 9 |
| Local       | Resultado | Visitante            | Estadio       | Fecha         | Hora      | Espectadores | Amonestado | Expulsado |
| ----------- | --------- | -------------------- | ------------- | ------------- | --------- | ------------ | ---------- | --------- |
| Necaxa      | 1 - 1     | Querétaro            | Victoria      | 24 de febrero | 19:05     | 12 035       | 1          | 1         |
| Mazatlán    | 1 - 2     | Pumas UNAM           | Mazatlán      | 24 de febrero | 21:10     | 9 970        | 4          | 0         |
| Cruz Azul   | 1 - 0     | Juárez               | Azteca        | 25 de febrero | 17:00     | 25 497       | 4          | 0         |
| Tigres UANL | 1 - 2     | Guadalajara          | Universitario | 25 de febrero | 19:05     | 41 615       | 6          | 0         |
| Atlas       | 2 - 2     | América              | Jalisco       | 25 de febrero | 21:05     | 29 814       | 3          | 0         |
| Toluca      | 2 - 0     | Atlético de San Luis | Nemesio Díez  | 26 de febrero | 12:00     | 19 610       | 3          | 0         |
| Santos      | 3 - 2     | Puebla               | Corona        | 26 de febrero | 19:05     | 14 662       | 4          | 0         |
| Tijuana     | 2 - 0     | Pachuca              | Caliente      | 26 de febrero | 21:05     | 22 333       | 5          | 0         |
| León        | 1 - 1     | Monterrey            | León          | 27 de febrero | 21:10     | 20 134       | 2          | 1         |

| Jornada 10  | Jornada 10 | Jornada 10           | Jornada 10             | Jornada 10 | Jornada 10 | Jornada 10   | Jornada 10 | Jornada 10 |
| Local       | Resultado  | Visitante            | Estadio                | Fecha      | Hora       | Espectadores | Amonestado | Expulsado  |
| ----------- | ---------- | -------------------- | ---------------------- | ---------- | ---------- | ------------ | ---------- | ---------- |
| Necaxa      | 0 - 1      | Tigres UANL          | Victoria               | 3 de marzo | 19:05      | 14 822       | 7          | 0          |
| Mazatlán    | 3 - 1      | Cruz Azul            | Mazatlán               | 3 de marzo | 19:05      | 12 041       | 5          | 0          |
| Tijuana     | 1 - 1      | Atlas                | Caliente               | 3 de marzo | 21:15      | 24 533       | 6          | 0          |
| León        | 2 - 0      | Atlético de San Luis | León                   | 4 de marzo | 17:00      | 20 777       | 3          | 0          |
| América     | 0 - 3      | Pachuca              | Azteca                 | 4 de marzo | 19:05      | 46 273       | 1          | 0          |
| Monterrey   | 3 - 0      | Juárez               | BBVA                   | 4 de marzo | 19:10      | 41 871       | 2          | 0          |
| Guadalajara | 2 - 0      | Santos               | Akron                  | 4 de marzo | 21:05      | 35 004       | 3          | 0          |
| Pumas UNAM  | 2 - 4      | Puebla               | Olímpico Universitario | 5 de marzo | 12:00      | 11 851       | 3          | 1          |
| Querétaro   | 1 - 0      | Toluca               | Corregidora            | 5 de marzo | 19:05      | 0            | 4          | 0          |

| Jornada 11           | Jornada 11 | Jornada 11  | Jornada 11              | Jornada 11  | Jornada 11 | Jornada 11   | Jornada 11 | Jornada 11 |
| Local                | Resultado  | Visitante   | Estadio                 | Fecha       | Hora       | Espectadores | Amonestado | Expulsado  |
| -------------------- | ---------- | ----------- | ----------------------- | ----------- | ---------- | ------------ | ---------- | ---------- |
| Atlético de San Luis | 2 - 0      | Querétaro   | Alfonso Lastras Ramírez | 10 de marzo | 19:05      | 12 798       | 8          | 0          |
| Puebla               | 1 - 0      | Guadalajara | Cuauhtémoc              | 10 de marzo | 21:05      | 30 132       | 4          | 0          |
| Atlas                | 0 - 1      | León        | Jalisco                 | 11 de marzo | 17:00      | 11 555       | 3          | 0          |
| Cruz Azul            | 1 - 0      | Pumas UNAM  | Azteca                  | 11 de marzo | 19:05      | 23 499       | 2          | 0          |
| Tigres UANL          | 0 - 2      | América     | Universitario           | 11 de marzo | 21:10      | 41 615       | 5          | 0          |
| Toluca               | 4 - 1      | Mazatlán    | Nemesio Díez            | 12 de marzo | 12:00      | 23 633       | 2          | 1          |
| Pachuca              | 1 - 2      | Monterrey   | Hidalgo                 | 12 de marzo | 19:05      | 13 393       | 0          | 0          |
| Santos               | 3 - 2      | Tijuana     | Corona                  | 12 de marzo | 19:05      | 13 797       | 2          | 0          |
| Juárez               | 1 - 1      | Necaxa      | Olímpico Benito Juárez  | 12 de marzo | 21:15      | 11 272       | 7          | 0          |

| Jornada 12  | Jornada 12 | Jornada 12           | Jornada 12             | Jornada 12  | Jornada 12 | Jornada 12   | Jornada 12 | Jornada 12 |
| Local       | Resultado  | Visitante            | Estadio                | Fecha       | Hora       | Espectadores | Amonestado | Expulsado  |
| ----------- | ---------- | -------------------- | ---------------------- | ----------- | ---------- | ------------ | ---------- | ---------- |
| Puebla      | 0 - 4      | Atlas                | Cuauhtémoc             | 17 de marzo | 19:00      | 15 711       | 3          | 0          |
| Tijuana     | 3 - 3      | Toluca               | Caliente               | 17 de marzo | 21:05      | 24 833       | 8          | 0          |
| Mazatlán    | 0 - 1      | Necaxa               | Mazatlán               | 17 de marzo | 21:10      | 12 205       | 3          | 0          |
| Cruz Azul   | 1 - 0      | Atlético de San Luis | Azteca                 | 18 de marzo | 17:00      | 20 941       | 6          | 0          |
| Tigres UANL | 0 - 1      | Monterrey            | Universitario          | 18 de marzo | 19:05      | 41 615       | 6          | 0          |
| Guadalajara | 2 - 4      | América              | Akron                  | 18 de marzo | 21:10      | 38 834       | 5          | 1          |
| Pumas UNAM  | 0 - 2      | Pachuca              | Olímpico Universitario | 19 de marzo | 12:00      | 12 478       | 3          | 1          |
| Querétaro   | 2 - 2      | Juárez               | Corregidora            | 19 de marzo | 19:05      | 18 518       | 4          | 0          |
| León        | 4 - 1      | Santos               | León                   | 19 de marzo | 21:05      | 20 113       | 4          | 1          |

| Jornada 13           | Jornada 13 | Jornada 13  | Jornada 13              | Jornada 13  | Jornada 13 | Jornada 13   | Jornada 13 | Jornada 13 |
| Local                | Resultado  | Visitante   | Estadio                 | Fecha       | Hora       | Espectadores | Amonestado | Expulsado  |
| -------------------- | ---------- | ----------- | ----------------------- | ----------- | ---------- | ------------ | ---------- | ---------- |
| Necaxa               | 0 - 0      | Santos      | Victoria                | 31 de marzo | 19:05      | 13 175       | 4          | 0          |
| Juárez               | 0 - 2      | Puebla      | Olímpico Benito Juárez  | 31 de marzo | 21:00      | 12 138       | 8          | 1          |
| Pachuca              | 0 - 2      | Cruz Azul   | Hidalgo                 | 1 de abril  | 17:00      | 18 024       | 7          | 0          |
| América              | 2 - 2      | León        | Azteca                  | 1 de abril  | 19:05      | 37 384       | 6          | 2          |
| Monterrey            | 4 - 0      | Tijuana     | BBVA                    | 1 de abril  | 19:15      | 40 103       | 5          | 0          |
| Atlas                | 3 - 3      | Guadalajara | Jalisco                 | 1 de abril  | 21:10      | 27 955       | 12         | 1          |
| Toluca               | 3 - 2      | Tigres UANL | Nemesio Díez            | 2 de abril  | 12:00      | 27 073       | 4          | 1          |
| Atlético de San Luis | 2 - 1      | Mazatlán    | Alfonso Lastras Ramírez | 2 de abril  | 17:00      | 14 766       | 9          | 1          |
| Querétaro            | 1 - 0      | Pumas UNAM  | Corregidora             | 2 de abril  | 19:05      | 17 890       | 7          | 0          |

| Jornada 14  | Jornada 14 | Jornada 14           | Jornada 14             | Jornada 14 | Jornada 14 | Jornada 14   | Jornada 14 | Jornada 14 |
| Local       | Resultado  | Visitante            | Estadio                | Fecha      | Hora       | Espectadores | Amonestado | Expulsado  |
| ----------- | ---------- | -------------------- | ---------------------- | ---------- | ---------- | ------------ | ---------- | ---------- |
| Puebla      | 1 - 2      | Toluca               | Cuauhtémoc             | 7 de abril | 19:05      | 21 500       | 9          | 0          |
| Tijuana     | 1 - 2      | Querétaro            | Caliente               | 7 de abril | 21:05      | 20 233       | 3          | 1          |
| Guadalajara | 1 - 0      | Necaxa               | Akron                  | 8 de abril | 17:00      | 35 000       | 0          | 0          |
| León        | 0 - 0      | Cruz Azul            | León                   | 8 de abril | 19:05      | 24 711       | 3          | 0          |
| Tigres UANL | 1 - 2      | Mazatlán             | Universitario          | 8 de abril | 19:05      | 28 879       | 2          | 0          |
| América     | 2 - 1      | Monterrey            | Azteca                 | 8 de abril | 21:10      | 49 974       | 5          | 1          |
| Pumas UNAM  | 3 - 1      | Atlético de San Luis | Olímpico Universitario | 9 de abril | 12:00      | 11 550       | 3          | 0          |
| Santos      | 1 - 4      | Pachuca              | Corona                 | 9 de abril | 18:05      | 17 253       | 9          | 0          |
| Juárez      | 1 - 1      | Atlas                | Olímpico Benito Juárez | 9 de abril | 20:15      | 12 264       | 7          | 3          |

| Jornada 15           | Jornada 15 | Jornada 15  | Jornada 15              | Jornada 15  | Jornada 15 | Jornada 15   | Jornada 15 | Jornada 15 |
| Local                | Resultado  | Visitante   | Estadio                 | Fecha       | Hora       | Espectadores | Amonestado | Expulsado  |
| -------------------- | ---------- | ----------- | ----------------------- | ----------- | ---------- | ------------ | ---------- | ---------- |
| Atlético de San Luis | 2 - 0      | Juárez      | Alfonso Lastras Ramírez | 13 de abril | 21:05      | 10 832       | 4          | 0          |
| Necaxa               | 1 - 1      | Puebla      | Victoria                | 14 de abril | 19:05      | 11 161       | 4          | 1          |
| Mazatlán             | 1 - 2      | Tijuana     | Mazatlán                | 14 de abril | 21:05      | 10 139       | 7          | 1          |
| Atlas                | 4 - 1      | Pachuca     | Jalisco                 | 15 de abril | 17:00      | 16 307       | 2          | 0          |
| León                 | 0 - 2      | Guadalajara | León                    | 15 de abril | 19:05      | 24 737       | 6          | 0          |
| Cruz Azul            | 1 - 3      | América     | Azteca                  | 15 de abril | 21:10      | 66 364       | 5          | 1          |
| Pumas UNAM           | 3 - 1      | Toluca      | Olímpico Universitario  | 16 de abril | 12:00      | 20 899       | 7          | 1          |
| Querétaro            | 0 - 0      | Tigres UANL | Corregidora             | 16 de abril | 17:00      | 17 988       | 5          | 0          |
| Monterrey            | 1 - 2      | Santos      | BBVA                    | 16 de abril | 19:05      | 45 166       | 6          | 2          |

| Jornada 16  | Jornada 16 | Jornada 16           | Jornada 16    | Jornada 16  | Jornada 16 | Jornada 16   | Jornada 16 | Jornada 16 |
| Local       | Resultado  | Visitante            | Estadio       | Fecha       | Hora       | Espectadores | Amonestado | Expulsado  |
| ----------- | ---------- | -------------------- | ------------- | ----------- | ---------- | ------------ | ---------- | ---------- |
| Tigres UANL | 1 - 0      | Puebla               | Universitario | 20 de abril | 20:05      | 32 737       | 6          | 0          |
| Mazatlán    | 0 - 2      | Monterrey            | Mazatlán      | 21 de abril | 19:00      | 11 440       | 6          | 0          |
| Necaxa      | 1 - 3      | Atlas                | Victoria      | 21 de abril | 19:05      | 15 327       | 3          | 0          |
| Tijuana     | 0 - 0      | León                 | Caliente      | 21 de abril | 21:15      | 25 333       | 4          | 1          |
| Pachuca     | 2 - 1      | Atlético de San Luis | Hidalgo       | 22 de abril | 17:00      | 12 929       | 8          | 0          |
| Guadalajara | 2 - 1      | Cruz Azul            | Akron         | 22 de abril | 19:05      | 33 456       | 4          | 1          |
| América     | 1 - 1      | Pumas UNAM           | Azteca        | 22 de abril | 21:10      | 60 332       | 6          | 1          |
| Toluca      | 1 - 1      | Juárez               | Nemesio Díez  | 23 de abril | 12:00      | 27 011       | 5          | 1          |
| Santos      | 0 - 2      | Querétaro            | Corona        | 23 de abril | 19:05      | 17 195       | 3          | 0          |

| Jornada 17           | Jornada 17 | Jornada 17  | Jornada 17              | Jornada 17  | Jornada 17 | Jornada 17   | Jornada 17 | Jornada 17 |
| Local                | Resultado  | Visitante   | Estadio                 | Fecha       | Hora       | Espectadores | Amonestado | Expulsado  |
| -------------------- | ---------- | ----------- | ----------------------- | ----------- | ---------- | ------------ | ---------- | ---------- |
| Juárez               | 0 - 1      | América     | Olímpico Benito Juárez  | 28 de abril | 21:05      | 19 314       | 5          | 0          |
| Puebla               | 5 - 2      | Tijuana     | Cuauhtémoc              | 29 de abril | 17:00      | 15 001       | 3          | 0          |
| Atlético de San Luis | 0 - 0      | Atlas       | Alfonso Lastras Ramírez | 29 de abril | 19:00      | 19 003       | 1          | 1          |
| Monterrey            | 4 - 1      | Pumas UNAM  | BBVA                    | 29 de abril | 19:05      | 45 915       | 6          | 0          |
| Guadalajara          | 4 - 1      | Mazatlán    | Akron                   | 29 de abril | 19:05      | 34 823       | 8          | 0          |
| Cruz Azul            | 3 - 2      | Santos      | Azteca                  | 29 de abril | 21:05      | 21 298       | 0          | 0          |
| Toluca               | 3 - 0      | Necaxa      | Nemesio Díez            | 30 de abril | 12:00      | 27 273       | 5          | 0          |
| Querétaro            | 0 - 1      | Pachuca     | Corregidora             | 30 de abril | 17:00      | 17 590       | 0          | 0          |
| León                 | 3 - 0      | Tigres UANL | León                    | 30 de abril | 19:05      | 24 163       | 4          | 0          |

## Tabla general
| Pos. | Equipo               | Pts. | PJ | G  | E | P  | GF | GC | Dif. | Clasificación                          |
| ---- | -------------------- | ---- | -- | -- | - | -- | -- | -- | ---- | -------------------------------------- |
| 1    | Monterrey            | 40   | 17 | 13 | 1 | 3  | 35 | 14 | +21  | Cuartos de final                       |
| 2    | América              | 34   | 17 | 9  | 7 | 1  | 36 | 21 | +15  | Cuartos de final                       |
| 3    | Guadalajara          | 34   | 17 | 10 | 4 | 3  | 28 | 18 | +10  | Cuartos de final                       |
| 4    | Toluca               | 32   | 17 | 9  | 5 | 3  | 34 | 19 | +15  | Cuartos de final                       |
| 5    | Pachuca              | 31   | 17 | 10 | 1 | 6  | 32 | 24 | +8   | Reclasificación                        |
| 6    | León                 | 30   | 17 | 8  | 6 | 3  | 23 | 13 | +10  | Reclasificación                        |
| 7    | Tigres UANL (C)      | 25   | 17 | 7  | 4 | 6  | 20 | 17 | +3   | Reclasificación                        |
| 8    | Cruz Azul            | 24   | 17 | 7  | 3 | 7  | 21 | 22 | −1   | Reclasificación                        |
| 9    | Atlas                | 21   | 17 | 4  | 9 | 4  | 27 | 22 | +5   | Reclasificación                        |
| 10   | Querétaro            | 20   | 17 | 4  | 8 | 5  | 16 | 21 | −5   | Último lugar en la tabla de cocientes. |
| 11   | Puebla               | 20   | 17 | 6  | 2 | 9  | 26 | 32 | −6   | Reclasificación                        |
| 12   | Atlético de San Luis | 19   | 17 | 5  | 4 | 8  | 16 | 21 | −5   | Reclasificación                        |
| 13   | Santos Laguna        | 19   | 17 | 5  | 4 | 8  | 23 | 37 | −14  | Reclasificación                        |
| 14   | Pumas UNAM           | 18   | 17 | 5  | 3 | 9  | 24 | 32 | −8   |                                        |
| 15   | Tijuana              | 16   | 17 | 3  | 7 | 7  | 19 | 29 | −10  |                                        |
| 16   | Juárez               | 15   | 17 | 3  | 6 | 8  | 17 | 25 | −8   |                                        |
| 17   | Necaxa               | 14   | 17 | 3  | 5 | 9  | 16 | 24 | −8   |                                        |
| 18   | Mazatlán             | 7    | 17 | 2  | 1 | 14 | 19 | 41 | −22  |                                        |

Actualizado a los partidos jugados el 30 de abril de 2023.
 Fuente: Página oficial
Criterios de clasificación: Puntos · Diferencia de goles · Goles a favor · Play-off

### Evolución de la clasificación
Fecha de actualización: 29 de abril de 2023
| Equipo               | 1   | 2   | 3   | 4   | 5   | 6   | 7    | 8    | 9   | 10  | 11  | 12  | 13 | 14 | 15 | 16 | 17 |
| Equipo               |     |     |     |     |     |     |      |      |     |     |     |     |    |    |    |    |    |
| -------------------- | --- | --- | --- | --- | --- | --- | ---- | ---- | --- | --- | --- | --- | -- | -- | -- | -- | -- |
| Monterrey            | 16  | 8   | 3   | 2   | 2   | 1   | 1    | 1    | 1   | 1   | 1   | 1   | 1  | 1  | 1  | 1  | 1  |
| América              | 8   | 12  | 11  | 7   | 8   | 4   | 4    | 3    | 5   | 6   | 5   | 2   | 4  | 3  | 2  | 2  | 2  |
| Guadalajara          | 5   | 3   | 8   | 6   | 7   | 7   | 5    | 5    | 4   | 3   | 4   | 7   | 6  | 6  | 4  | 3  | 3  |
| Toluca               | 13* | 13* | 7*  | 9*  | 10  | 5   | 8*   | 6*   | 2   | 5   | 2   | 3   | 2  | 2  | 3  | 4  | 4  |
| Pachuca              | 1   | 5   | 2   | 1   | 1   | 3   | 2    | 4    | 6   | 4   | 6   | 4   | 5  | 5  | 6  | 5  | 5  |
| León                 | 11* | 7*  | 14* | 11* | 13* | 11* | 6*   | 7*   | 7*  | 7*  | 7*  | 5*  | 3  | 4  | 5  | 6  | 6  |
| Tigres UANL          | 2   | 1   | 1   | 3   | 3   | 2   | 3    | 2    | 3   | 2   | 3   | 6   | 7  | 7  | 7  | 7  | 7  |
| Cruz Azul            | 6   | 14  | 17  | 17* | 17* | 17* | 17** | 16** | 11* | 12* | 9*  | 8*  | 8  | 8  | 8  | 8  | 8  |
| Atlas                | 10* | 6*  | 6*  | 8*  | 9   | 12  | 13*  | 13*  | 15  | 14  | 16  | 12  | 12 | 13 | 11 | 9  | 9  |
| Querétaro            | 9   | 15  | 15  | 16* | 16* | 16* | 16*  | 17*  | 17* | 17* | 17* | 17* | 15 | 9  | 13 | 10 | 10 |
| Puebla               | 18  | 10  | 10  | 12  | 15  | 14  | 15   | 15   | 16  | 13  | 10  | 11  | 9  | 10 | 14 | 14 | 11 |
| Atlético de San Luis | 3   | 2   | 9   | 10  | 6   | 8   | 10   | 10   | 13  | 15  | 12  | 15  | 11 | 12 | 10 | 13 | 12 |
| Santos Laguna        | 17  | 9   | 5   | 4   | 4   | 9   | 9*   | 9*   | 8   | 8   | 8   | 9   | 10 | 11 | 9  | 11 | 13 |
| Pumas UNAM           | 4   | 11  | 4   | 5   | 5   | 10  | 11   | 11   | 10  | 11  | 14  | 16  | 17 | 15 | 12 | 12 | 14 |
| Tijuana              | 7   | 16  | 16  | 15  | 14  | 13  | 14   | 14   | 12  | 9   | 13  | 14  | 16 | 17 | 15 | 15 | 15 |
| Juárez               | 15  | 4   | 12  | 13  | 11  | 6   | 7    | 8    | 9   | 10  | 11  | 10  | 14 | 14 | 17 | 16 | 16 |
| Necaxa               | 14  | 18  | 13  | 14  | 12  | 15  | 12   | 12   | 14  | 16  | 15  | 13  | 13 | 16 | 16 | 17 | 17 |
| Mazatlán             | 12* | 17* | 18* | 18* | 18* | 18* | 18*  | 18*  | 18* | 18* | 18* | 18* | 18 | 18 | 18 | 18 | 18 |

(*) Indica la posición del equipo con un partido pendiente.
(**) Indica la posición del equipo con dos partidos pendientes.

## Tabla de cocientes
A partir de la temporada 2020-21 se suspendió el ascenso y descenso entre la Liga MX y la Liga de Expansión MX, sin embargo, la tabla de cocientes es utilizada para establecer los pagos de las multas que serán destinadas para el desarrollo de los clubes del circuito de plata. De acuerdo con el artículo 24 del reglamento de competencia se repartirá el pago de $MXN 160 millones entre los tres últimos posicionados en la tabla de cocientes de la siguiente manera: 80 millones el último lugar; 47 millones el penúltimo; y 33 millones serán pagados por el antepenúltimo equipo de la tabla. El equipo que finalice en el último lugar de la tabla iniciará la siguiente temporada con un cociente de cero.
 Fecha de actualización: 30 de abril de 2023
| Pos. | Equipo               | G20 | GC21 | A21 | C22 | A22 | C23 | Puntos | G20J | GC21J | A21J | C22J | A22J | C23J | Juegos | DG  | Cociente |
| ---- | -------------------- | --- | ---- | --- | --- | --- | --- | ------ | ---- | ----- | ---- | ---- | ---- | ---- | ------ | --- | -------- |
| 1    | América              | 32  | 38   | 35  | 26  | 38  | 34  | 203    | 17   | 17    | 17   | 17   | 17   | 17   | 102    | 75  | 1.9902   |
| 2    | Monterrey            | 29  | 28   | 22  | 26  | 35  | 40  | 180    | 17   | 17    | 17   | 17   | 17   | 17   | 102    | 58  | 1.7647   |
| 3    | León                 | 40  | 26   | 29  | 21  | 22  | 30  | 168    | 17   | 17    | 17   | 17   | 17   | 17   | 102    | 22  | 1.6471   |
| 4    | Tigres               | 28  | 23   | 28  | 33  | 30  | 25  | 167    | 17   | 17    | 17   | 17   | 17   | 17   | 102    | 45  | 1.6373   |
| 5    | Pachuca              | 25  | 23   | 18  | 38  | 32  | 31  | 167    | 17   | 17    | 17   | 17   | 17   | 17   | 102    | 39  | 1.6373   |
| 6    | Cruz Azul            | 29  | 41   | 23  | 25  | 24  | 24  | 166    | 17   | 17    | 17   | 17   | 17   | 17   | 102    | 20  | 1.6275   |
| 7    | Guadalajara          | 26  | 23   | 22  | 26  | 22  | 34  | 153    | 17   | 17    | 17   | 17   | 17   | 17   | 102    | 19  | 1.5000   |
| 8    | Santos               | 25  | 26   | 24  | 20  | 33  | 19  | 147    | 17   | 17    | 17   | 17   | 17   | 17   | 102    | 19  | 1.4412   |
| 9    | Toluca               | 21  | 22   | 24  | 19  | 27  | 32  | 145    | 17   | 17    | 17   | 17   | 17   | 17   | 102    | 1   | 1.4216   |
| 10   | Puebla               | 20  | 28   | 24  | 26  | 22  | 20  | 140    | 17   | 17    | 17   | 17   | 17   | 17   | 102    | 10  | 1.3725   |
| 11   | Atlas                | 14  | 25   | 29  | 27  | 13  | 21  | 129    | 17   | 17    | 17   | 17   | 17   | 17   | 102    | 9   | 1.2647   |
| 12   | UNAM                 | 32  | 18   | 21  | 22  | 14  | 18  | 125    | 17   | 17    | 17   | 17   | 17   | 17   | 102    | -11 | 1.2255   |
| 13   | Atlético de San Luis |     |      | 20  | 23  | 18  | 19  | 80     |      |       | 17   | 17   | 17   | 17   | 68     | -18 | 1.1764   |
| 14   | Necaxa               | 24  | 11   | 20  | 23  | 19  | 14  | 111    | 17   | 17    | 17   | 17   | 17   | 17   | 102    | -40 | 1.0882   |
| 15   | Juárez               |     |      |     |     | 19  | 15  | 34     |      |       |      |      | 17   | 17   | 34     | -9  | 1.0000   |
| 16   | Mazatlán             | 16  | 21   | 20  | 21  | 17  | 7   | 102    | 17   | 17    | 17   | 17   | 17   | 17   | 102    | -53 | 1.0000   |
| 17   | Tijuana              | 15  | 20   | 15  | 17  | 17  | 16  | 100    | 17   | 17    | 17   | 17   | 17   | 17   | 102    | -62 | 0.9804   |
| 18   | Querétaro            | 13  | 21   | 15  | 17  | 9   | 20  | 95     | 17   | 17    | 17   | 17   | 17   | 17   | 102    | -44 | 0.9314   |

     Pago de multa $MXN33 millones.
     Pago de multa $MXN47 millones.
     Pago de multa $MXN80 millones.

## Liguilla
|  | Reclasificación       | Reclasificación       | Reclasificación       |                      |   | Cuartos de final                                               | Cuartos de final                                               | Cuartos de final                                               | Cuartos de final                                               | Cuartos de final                                               |  |   | Semifinales                                                    | Semifinales                                                    | Semifinales                                                    | Semifinales                                                    | Semifinales                                                    |  |   | Final                                                | Final                                                | Final                                                | Final                                                | Final                                                |  |
|  | 6 y 7 de mayo de 2023 | 6 y 7 de mayo de 2023 | 6 y 7 de mayo de 2023 |                      |   | 10 y 11 de mayo de 2023 (ida) 13 y 14 de mayo de 2023 (vuelta) | 10 y 11 de mayo de 2023 (ida) 13 y 14 de mayo de 2023 (vuelta) | 10 y 11 de mayo de 2023 (ida) 13 y 14 de mayo de 2023 (vuelta) | 10 y 11 de mayo de 2023 (ida) 13 y 14 de mayo de 2023 (vuelta) | 10 y 11 de mayo de 2023 (ida) 13 y 14 de mayo de 2023 (vuelta) |  |   | 17 y 18 de mayo de 2023 (ida) 20 y 21 de mayo de 2023 (vuelta) | 17 y 18 de mayo de 2023 (ida) 20 y 21 de mayo de 2023 (vuelta) | 17 y 18 de mayo de 2023 (ida) 20 y 21 de mayo de 2023 (vuelta) | 17 y 18 de mayo de 2023 (ida) 20 y 21 de mayo de 2023 (vuelta) | 17 y 18 de mayo de 2023 (ida) 20 y 21 de mayo de 2023 (vuelta) |  |   | 25 de mayo de 2023 (ida) 28 de mayo de 2023 (vuelta) | 25 de mayo de 2023 (ida) 28 de mayo de 2023 (vuelta) | 25 de mayo de 2023 (ida) 28 de mayo de 2023 (vuelta) | 25 de mayo de 2023 (ida) 28 de mayo de 2023 (vuelta) | 25 de mayo de 2023 (ida) 28 de mayo de 2023 (vuelta) |  |
|  |                       |                       |                       |                      |   |                                                                |                                                                |                                                                |                                                                |                                                                |  |   |                                                                |                                                                |                                                                |                                                                |                                                                |  |   |                                                      |                                                      |                                                      |                                                      |                                                      |  |
|  |                       |                       |                       |                      |   |                                                                |                                                                |                                                                |                                                                |                                                                |  |   |                                                                |                                                                |                                                                |                                                                |                                                                |  |   |                                                      |                                                      |                                                      |                                                      |                                                      |  |
|  |                       |                       |                       |                      |   |                                                                |                                                                |                                                                |                                                                |                                                                |  |   |                                                                |                                                                |                                                                |                                                                |                                                                |  |   |                                                      |                                                      |                                                      |                                                      |                                                      |  |
|  |                       |                       |                       |                      |   |                                                                |                                                                |                                                                |                                                                |                                                                |  |   |                                                                |                                                                |                                                                |                                                                |                                                                |  |   |                                                      |                                                      |                                                      |                                                      |                                                      |  |
|  |                       |                       |                       |                      |   |                                                                |                                                                |                                                                |                                                                |                                                                |  |   |                                                                |                                                                |                                                                |                                                                |                                                                |  |   |                                                      |                                                      |                                                      |                                                      |                                                      |  |
|  |                       | 2                     | América               | 3                    | 1 | 4                                                              |                                                                |                                                                |                                                                |                                                                |  |   |                                                                |                                                                |                                                                |                                                                |                                                                |  |   |                                                      |                                                      |                                                      |                                                      |                                                      |  |
|  |                       |                       |                       | 3                    | 1 | 4                                                              |                                                                |                                                                |                                                                |                                                                |  |   |                                                                |                                                                |                                                                |                                                                |                                                                |  |   |                                                      |                                                      |                                                      |                                                      |                                                      |  |
|  |                       |                       | 12                    | Atlético de San Luis | 1 | 2                                                              | 3                                                              |                                                                |                                                                |                                                                |  |   |                                                                |                                                                |                                                                |                                                                |                                                                |  |   |                                                      |                                                      |                                                      |                                                      |                                                      |  |
|  | 6                     | León                  | 12                    | Atlético de San Luis | 1 | 2                                                              | 3                                                              | 1                                                              |                                                                |                                                                |  |   |                                                                |                                                                |                                                                |                                                                |                                                                |  |   |                                                      |                                                      |                                                      |                                                      |                                                      |  |
|  | 6                     | León                  |                       |                      |   |                                                                |                                                                |                                                                |                                                                |                                                                |  |   |                                                                |                                                                |                                                                |                                                                |                                                                |  |   |                                                      |                                                      |                                                      |                                                      |                                                      |  |
|  | 12                    | Atlético de San Luis  | 3                     |                      |   |                                                                |                                                                |                                                                |                                                                |                                                                |  |   |                                                                |                                                                |                                                                |                                                                |                                                                |  |   |                                                      |                                                      |                                                      |                                                      |                                                      |  |
|  | 12                    | Atlético de San Luis  | 3                     |                      |   |                                                                |                                                                |                                                                |                                                                |                                                                |  | 2 | América                                                        | 1                                                              | 1                                                              | 2                                                              |                                                                |  |   |                                                      |                                                      |                                                      |                                                      |                                                      |  |
|  |                       |                       |                       |                      |   |                                                                |                                                                |                                                                |                                                                |                                                                |  | 2 | América                                                        | 1                                                              | 1                                                              | 2                                                              |                                                                |  |   |                                                      |                                                      |                                                      |                                                      |                                                      |  |
|  |                       |                       | 3                     | Guadalajara          | 0 | 3                                                              | 3                                                              |                                                                |                                                                |                                                                |  |   |                                                                |                                                                |                                                                |                                                                |                                                                |  |   |                                                      |                                                      |                                                      |                                                      |                                                      |  |
|  |                       |                       | 3                     | Guadalajara          | 0 | 3                                                              | 3                                                              |                                                                |                                                                |                                                                |  |   |                                                                |                                                                |                                                                |                                                                |                                                                |  |   |                                                      |                                                      |                                                      |                                                      |                                                      |  |
|  |                       |                       |                       |                      |   |                                                                |                                                                |                                                                |                                                                |                                                                |  |   |                                                                |                                                                |                                                                |                                                                |                                                                |  |   |                                                      |                                                      |                                                      |                                                      |                                                      |  |
|  |                       |                       |                       |                      |   |                                                                |                                                                |                                                                |                                                                |                                                                |  |   |                                                                |                                                                |                                                                |                                                                |                                                                |  |   |                                                      |                                                      |                                                      |                                                      |                                                      |  |
|  |                       | 3                     | Guadalajara (*)       | 0                    | 1 | 1                                                              |                                                                |                                                                |                                                                |                                                                |  |   |                                                                |                                                                |                                                                |                                                                |                                                                |  |   |                                                      |                                                      |                                                      |                                                      |                                                      |  |
|  |                       |                       |                       | 0                    | 1 | 1                                                              |                                                                |                                                                |                                                                |                                                                |  |   |                                                                |                                                                |                                                                |                                                                |                                                                |  |   |                                                      |                                                      |                                                      |                                                      |                                                      |  |
|  |                       |                       | 9                     | Atlas                | 1 | 0                                                              | 1                                                              |                                                                |                                                                |                                                                |  |   |                                                                |                                                                |                                                                |                                                                |                                                                |  |   |                                                      |                                                      |                                                      |                                                      |                                                      |  |
|  | 8                     | Cruz Azul             | 9                     | Atlas                | 1 | 0                                                              | 1                                                              | 0                                                              |                                                                |                                                                |  |   |                                                                |                                                                |                                                                |                                                                |                                                                |  |   |                                                      |                                                      |                                                      |                                                      |                                                      |  |
|  | 8                     | Cruz Azul             |                       |                      |   |                                                                |                                                                |                                                                |                                                                |                                                                |  |   |                                                                |                                                                |                                                                |                                                                |                                                                |  |   |                                                      |                                                      |                                                      |                                                      |                                                      |  |
|  | 9                     | Atlas                 | 1                     |                      |   |                                                                |                                                                |                                                                |                                                                |                                                                |  |   |                                                                |                                                                |                                                                |                                                                |                                                                |  |   |                                                      |                                                      |                                                      |                                                      |                                                      |  |
|  | 9                     | Atlas                 | 1                     |                      |   |                                                                |                                                                |                                                                |                                                                |                                                                |  |   |                                                                |                                                                |                                                                |                                                                |                                                                |  | 3 | Guadalajara                                          | 0                                                    | 2                                                    | 2                                                    |                                                      |  |
|  |                       |                       |                       |                      |   |                                                                |                                                                |                                                                |                                                                |                                                                |  |   |                                                                |                                                                |                                                                |                                                                |                                                                |  | 3 | Guadalajara                                          | 0                                                    | 2                                                    | 2                                                    |                                                      |  |
|  |                       |                       | 7                     | Tigres UANL (t. s.)  | 0 | 3                                                              | 3                                                              |                                                                |                                                                |                                                                |  |   |                                                                |                                                                |                                                                |                                                                |                                                                |  |   |                                                      |                                                      |                                                      |                                                      |                                                      |  |
|  |                       |                       | 7                     | Tigres UANL (t. s.)  | 0 | 3                                                              | 3                                                              |                                                                |                                                                |                                                                |  |   |                                                                |                                                                |                                                                |                                                                |                                                                |  |   |                                                      |                                                      |                                                      |                                                      |                                                      |  |
|  |                       |                       |                       |                      |   |                                                                |                                                                |                                                                |                                                                |                                                                |  |   |                                                                |                                                                |                                                                |                                                                |                                                                |  |   |                                                      |                                                      |                                                      |                                                      |                                                      |  |
|  |                       |                       |                       |                      |   |                                                                |                                                                |                                                                |                                                                |                                                                |  |   |                                                                |                                                                |                                                                |                                                                |                                                                |  |   |                                                      |                                                      |                                                      |                                                      |                                                      |  |
|  |                       | 1                     | Monterrey             | 0                    | 2 | 2                                                              |                                                                |                                                                |                                                                |                                                                |  |   |                                                                |                                                                |                                                                |                                                                |                                                                |  |   |                                                      |                                                      |                                                      |                                                      |                                                      |  |
|  |                       |                       |                       | 0                    | 2 | 2                                                              |                                                                |                                                                |                                                                |                                                                |  |   |                                                                |                                                                |                                                                |                                                                |                                                                |  |   |                                                      |                                                      |                                                      |                                                      |                                                      |  |
|  |                       |                       | 13                    | Santos Laguna        | 0 | 0                                                              | 0                                                              |                                                                |                                                                |                                                                |  |   |                                                                |                                                                |                                                                |                                                                |                                                                |  |   |                                                      |                                                      |                                                      |                                                      |                                                      |  |
|  | 5                     | Pachuca               | 13                    | Santos Laguna        | 0 | 0                                                              | 0                                                              | 4 (2)                                                          |                                                                |                                                                |  |   |                                                                |                                                                |                                                                |                                                                |                                                                |  |   |                                                      |                                                      |                                                      |                                                      |                                                      |  |
|  | 5                     | Pachuca               |                       |                      |   |                                                                |                                                                |                                                                |                                                                |                                                                |  |   |                                                                |                                                                |                                                                |                                                                |                                                                |  |   |                                                      |                                                      |                                                      |                                                      |                                                      |  |
|  | 13                    | Santos Laguna (p.)    | 4 (4)                 |                      |   |                                                                |                                                                |                                                                |                                                                |                                                                |  |   |                                                                |                                                                |                                                                |                                                                |                                                                |  |   |                                                      |                                                      |                                                      |                                                      |                                                      |  |
|  | 13                    | Santos Laguna (p.)    | 4 (4)                 |                      |   |                                                                |                                                                |                                                                |                                                                |                                                                |  | 1 | Monterrey                                                      | 1                                                              | 0                                                              | 1                                                              |                                                                |  |   |                                                      |                                                      |                                                      |                                                      |                                                      |  |
|  |                       |                       |                       |                      |   |                                                                |                                                                |                                                                |                                                                |                                                                |  | 1 | Monterrey                                                      | 1                                                              | 0                                                              | 1                                                              |                                                                |  |   |                                                      |                                                      |                                                      |                                                      |                                                      |  |
|  |                       |                       | 7                     | Tigres UANL          | 1 | 1                                                              | 2                                                              |                                                                |                                                                |                                                                |  |   |                                                                |                                                                |                                                                |                                                                |                                                                |  |   |                                                      |                                                      |                                                      |                                                      |                                                      |  |
|  |                       |                       | 7                     | Tigres UANL          | 1 | 1                                                              | 2                                                              |                                                                |                                                                |                                                                |  |   |                                                                |                                                                |                                                                |                                                                |                                                                |  |   |                                                      |                                                      |                                                      |                                                      |                                                      |  |
|  |                       |                       |                       |                      |   |                                                                |                                                                |                                                                |                                                                |                                                                |  |   |                                                                |                                                                |                                                                |                                                                |                                                                |  |   |                                                      |                                                      |                                                      |                                                      |                                                      |  |
|  |                       |                       |                       |                      |   |                                                                |                                                                |                                                                |                                                                |                                                                |  |   |                                                                |                                                                |                                                                |                                                                |                                                                |  |   |                                                      |                                                      |                                                      |                                                      |                                                      |  |
|  |                       | 4                     | Toluca                | 1                    | 3 | 4                                                              |                                                                |                                                                |                                                                |                                                                |  |   |                                                                |                                                                |                                                                |                                                                |                                                                |  |   |                                                      |                                                      |                                                      |                                                      |                                                      |  |
|  |                       |                       |                       | 1                    | 3 | 4                                                              |                                                                |                                                                |                                                                |                                                                |  |   |                                                                |                                                                |                                                                |                                                                |                                                                |  |   |                                                      |                                                      |                                                      |                                                      |                                                      |  |
|  |                       |                       | 7                     | Tigres UANL          | 4 | 1                                                              | 5                                                              |                                                                |                                                                |                                                                |  |   |                                                                |                                                                |                                                                |                                                                |                                                                |  |   |                                                      |                                                      |                                                      |                                                      |                                                      |  |
|  | 7                     | Tigres UANL           | 7                     | Tigres UANL          | 4 | 1                                                              | 5                                                              | 1                                                              |                                                                |                                                                |  |   |                                                                |                                                                |                                                                |                                                                |                                                                |  |   |                                                      |                                                      |                                                      |                                                      |                                                      |  |
|  | 7                     | Tigres UANL           |                       |                      |   |                                                                |                                                                |                                                                |                                                                |                                                                |  |   |                                                                |                                                                |                                                                |                                                                |                                                                |  |   |                                                      |                                                      |                                                      |                                                      |                                                      |  |
|  | 11                    | Puebla                | 0                     |                      |   |                                                                |                                                                |                                                                |                                                                |                                                                |  |   |                                                                |                                                                |                                                                |                                                                |                                                                |  |   |                                                      |                                                      |                                                      |                                                      |                                                      |  |
|  | 11                    | Puebla                | 0                     |                      |   |                                                                |                                                                |                                                                |                                                                |                                                                |  |   |                                                                |                                                                |                                                                |                                                                |                                                                |  |   |                                                      |                                                      |                                                      |                                                      |                                                      |  |
|  |                       |                       |                       |                      |   |                                                                |                                                                |                                                                |                                                                |                                                                |  |   |                                                                |                                                                |                                                                |                                                                |                                                                |  |   |                                                      |                                                      |                                                      |                                                      |                                                      |  |

(*) Avanza por su mejor posición en la tabla.

### Repechaje
| 6 de mayo de 2023                        | Pachuca                                                                    | 4:4 (3:2) (2:4 p.)         | Santos Laguna                                                   | Estadio Hidalgo, Pachuca                                    |                                                             |
| 19:10 (UTC-6)                            | C. Arango 6' (pen.) · R. de la Rosa 13' · R. Ibarra 42' · É. Sánchez 90+2' | Reporte                    | 10' H. Preciado · 25' F. Torres · 52' R. López · 90+4' M. Dória | Asistencia: 12 142 espectadores Árbitro(s): Adonai Escobedo | Asistencia: 12 142 espectadores Árbitro(s): Adonai Escobedo |
|                                          |                                                                            | Tiros desde el punto penal |                                                                 |                                                             |                                                             |
|                                          | G. Cabral · L. Chávez · J. E. López · P. de la Fuente                      |                            | J. Brunetta · M. Correa · M. Dória · R. Lozano                  |                                                             |                                                             |
| Santos Laguna avanzó a Cuartos de final. |                                                                            |                            |                                                                 |                                                             |                                                             |

| 7 de mayo de 2023                               | León         | 1:3 (1:3) | Atlético de San Luis                         | Estadio León, León                                                 |                                                                    |
| 19:06 (UTC-6)                                   | V. Dávila 2' | Reporte   | 5' L. Bonatini · 32' J. Güemez · 45' Vitinho | Asistencia: 22 335 espectadores Árbitro(s): Víctor Alfonso Cáceres | Asistencia: 22 335 espectadores Árbitro(s): Víctor Alfonso Cáceres |
| Atlético de San Luis avanzó a Cuartos de final. |              |           |                                              |                                                                    |                                                                    |

| 7 de mayo de 2023                      | Tigres UANL    | 1:0 (0:0) | Puebla | Estadio Universitario, San Nicolás de los Garza                 |                                                                 |
| 21:10 (UTC-6)                          | S. Córdova 55' | Reporte   |        | Asistencia: 31 233 espectadores Árbitro(s): Marco Antonio Ortiz | Asistencia: 31 233 espectadores Árbitro(s): Marco Antonio Ortiz |
| Tigres UANL avanzó a Cuartos de final. |                |           |        |                                                                 |                                                                 |

| 6 de mayo de 2023                | Cruz Azul | 0:1 (0:1) | Atlas        | Estadio Azteca, Ciudad de México                               |                                                                |
| 17:00 (UTC-6)                    |           | Reporte   | 1' B. Lozano | Asistencia: 49 826 espectadores Árbitro(s): César Arturo Ramos | Asistencia: 49 826 espectadores Árbitro(s): César Arturo Ramos |
| Atlas avanzó a Cuartos de final. |           |           |              |                                                                |                                                                |

### Cuartos de final
| 10 de mayo de 2023 | Santos Laguna | 0:0     | Monterrey | Estadio Corona, Torreón                                            |                                                                    |
| 19:00 (UTC-6)      |               | Reporte |           | Asistencia: 17 818 espectadores Árbitro(s): Luis Enrique Santander | Asistencia: 17 818 espectadores Árbitro(s): Luis Enrique Santander |

| 13 de mayo de 2023              | Monterrey                      | 2:0 (1:0) (Global 2:0) | Santos Laguna | Estadio BBVA, Guadalupe                                  |                                                          |
| 19:06 (UTC-6)                   | R. Funes Mori 3' · M. Meza 68' | Reporte                |               | Asistencia: 45 322 espectadores Árbitro(s): Óscar Macías | Asistencia: 45 322 espectadores Árbitro(s): Óscar Macías |
| Monterrey avanzó a Semifinales. |                                |                        |               |                                                          |                                                          |

| 10 de mayo de 2023 | Atlético de San Luis | 1:3 (1:3) | América                                                 | Estadio Alfonso Lastras Ramírez, San Luis Potosí             |                                                              |
| 21:10 (UTC-6)      | L. Bonatini 24'      | Reporte   | 10' J. Rodríguez · 20' D. Valdés · 35' (a.g.) U. Bilbao | Asistencia: 21 823 espectadores Árbitro(s): Fernando Ramírez | Asistencia: 21 823 espectadores Árbitro(s): Fernando Ramírez |

| 13 de mayo de 2023            | América          | 1:2 (0:2) (Global 4:3) | Atlético de San Luis            | Estadio Azteca, Ciudad de México                            |                                                             |
| 21:16 (UTC-6)                 | B. Rodríguez 87' | Reporte                | 17' U. Bilbao · 30' L. Bonatini | Asistencia: 47 686 espectadores Árbitro(s): Daniel Quintero | Asistencia: 47 686 espectadores Árbitro(s): Daniel Quintero |
| América avanzó a Semifinales. |                  |                        |                                 |                                                             |                                                             |

| 11 de mayo de 2023 | Atlas           | 1:0 (1:0) | Guadalajara | Estadio Jalisco, Guadalajara                                    |                                                                 |
| 19:00 (UTC-6)      | J. Quiñones 42' | Reporte   |             | Asistencia: 25 592 espectadores Árbitro(s): Marco Antonio Ortiz | Asistencia: 25 592 espectadores Árbitro(s): Marco Antonio Ortiz |

| 14 de mayo de 2023                                                                                                  | Guadalajara      | 1:0 (0:0) (Global 1:1) | Atlas | Estadio Akron, Zapopan                                     |                                                            |
| 19:07 (UTC-6) | G. Sepúlveda 60' | Reporte                |       | Asistencia: 40 956 espectadores Árbitro(s): Víctor Cáceres | Asistencia: 40 956 espectadores Árbitro(s): Víctor Cáceres |
| Guadalajara avanzó a Semifinales por mejor posición en la Tabla regular tras empatar en el marcador global por 1-1. |                  |                        |       |                                                            |                                                            |

| 11 de mayo de 2023 | Tigres UANL                                                                 | 4:1 (3:1) | Toluca          | Estadio Universitario, San Nicolás de los Garza             |                                                             |
| 21:10 (UTC-6)      | S. Córdova 14' · A.-P. Gignac 30' (pen.) · J. P. Vigón 45+4' · N. López 72' | Reporte   | 8' L. Fernández | Asistencia: 34 490 espectadores Árbitro(s): Adonai Escobedo | Asistencia: 34 490 espectadores Árbitro(s): Adonai Escobedo |

| 14 de mayo de 2023               | Toluca                            | 3:1 (2:0) (Global 4:5) | Tigres UANL    | Estadio Nemesio Díez, Toluca                                   |                                                                |
| 12:00 (UTC-6)                    | I. López 26', 53' · M. Ruiz 45+2' | Reporte                | 71' S. Córdova | Asistencia: 27 253 espectadores Árbitro(s): César Arturo Ramos | Asistencia: 27 253 espectadores Árbitro(s): César Arturo Ramos |
| Tigres UANL avanzó a Semifinales |                                   |                        |                |                                                                |                                                                |

### Semifinales
| 17 de mayo de 2023 | Tigres UANL    | 1:1 (0:1) | Monterrey   | Estadio Universitario, San Nicolás de los Garza               |                                                               |
| 21:00 (UTC-6)      | S. Córdova 50' | Reporte   | 35' M. Meza | Asistencia: 41 615 espectadores Árbitro(s): Fernando Guerrero | Asistencia: 41 615 espectadores Árbitro(s): Fernando Guerrero |

| 20 de mayo de 2023             | Monterrey | 0:1 (0:0) (Global 1:2) | Tigres UANL    | Estadio BBVA, Guadalupe                                            |                                                                    |
| 19:06 (UTC-6)                  |           | Reporte                | 79' S. Córdova | Asistencia: 51 348 espectadores Árbitro(s): Luis Enrique Santander | Asistencia: 51 348 espectadores Árbitro(s): Luis Enrique Santander |
| Tigres UANL avanzó a la Final. |           |                        |                |                                                                    |                                                                    |

| 18 de mayo de 2023 | Guadalajara | 0:1 (0:0) | América         | Estadio Akron, Zapopan                                         |                                                                |
| 20:10 (UTC-6)      |             | Reporte   | 60' A. Zendejas | Asistencia: 42 195 espectadores Árbitro(s): César Arturo Ramos | Asistencia: 42 195 espectadores Árbitro(s): César Arturo Ramos |

| 21 de mayo de 2023             | América       | 1:3 (0:1) (Global 2:3) | Guadalajara                                            | Estadio Azteca, Ciudad de México                                   |                                                                    |
| 20:00 (UTC-6)                  | D. Valdés 56' | Reporte                | 18' R. Cisneros · 75' A. Mozo · 88' J. Orozco Chiquete | Asistencia: 67 501 espectadores Árbitro(s): Víctor Alfonso Cáceres | Asistencia: 67 501 espectadores Árbitro(s): Víctor Alfonso Cáceres |
| Guadalajara avanzó a la Final. |               |                        |                                                        |                                                                    |                                                                    |

### Final
| 25 de mayo de 2023 | Tigres UANL | 0:0     | Guadalajara | Estadio Universitario, San Nicolás de los Garza               |                                                               |
| 20:00 (UTC-6)      |             | Reporte |             | Asistencia: 41 615 espectadores Árbitro(s): Fernando Guerrero | Asistencia: 41 615 espectadores Árbitro(s): Fernando Guerrero |

| 28 de mayo de 2023                               | Guadalajara                     | 2:3 (2:2; 2:0) (t. s.)(Global 2:3) | Tigres UANL                                                | Estadio Akron, Zapopan                                         |                                                                |
| 19:35 (UTC-6)                                    | R. Alvarado 10' · V. Guzmán 19' | Reporte                            | 65' (pen.) A.-P. Gignac · 71' S. Córdova · 109' G. Pizarro | Asistencia: 42 182 espectadores Árbitro(s): César Arturo Ramos | Asistencia: 42 182 espectadores Árbitro(s): César Arturo Ramos |
| Tigres UANL es campeón del Torneo Clausura 2023. |                                 |                                    |                                                            |                                                                |                                                                |

#### Final - Ida
| 1     | POR   | Nahuel Guzmán        |     |
| 20    | DEF   | Javier Aquino        | 55' |
| 19    | DEF   | Guido Pizarro        |     |
| 13    | DEF   | Diego Reyes          |     |
| 27    | DEF   | Jesús Angulo         |     |
| 5     | MED   | Rafael Carioca       |     |
| 8     | MED   | Fernando Gorriarán   | 54' |
| 23    | MED   | Luis Quiñones        | 87' |
| 17    | MED   | Sebastián Córdova    |     |
| 16    | MED   | Diego Lainez         | 68' |
| 10    | DEL   | André-Pierre Gignac  | 68' |
| D. T. | D. T. | Robert Dante Siboldi |     |

| 23    | POR   | Miguel Jiménez        |     |
| 3     | DEF   | Gilberto Sepúlveda    |     |
| 13    | DEF   | Jesús Orozco Chiquete |     |
| 4     | DEF   | Antonio Briseño       |     |
| 2     | DEF   | Alan Mozo             |     |
| 28    | MED   | Fernando González     | 65' |
| 20    | MED   | Fernando Beltrán      |     |
| 11    | MED   | Isaac Brizuela        | 58' |
| 5     | MED   | Víctor Guzmán         | 75' |
| 10    | MED   | Alexis Vega           | 58' |
| 25    | DEL   | Roberto Alvarado      | 75' |
| D. T. | D. T. | Veljko Paunović       |     |

| 6  | Centrocampista | Juan Pablo Vigón   | 54' |
| 14 | Centrocampista | Jesús Garza        | 55' |
| 9  | Delantero      | Nicolás Ibáñez     | 68' |
| 11 | Delantero      | Nicolás López      | 68' |
| 22 | Centrocampista | Raymundo Fulgencio | 87' |

| 6  | Centrocampista | Pável Pérez       | 58' |
| 18 | Delantero      | Ronaldo Cisneros  | 58' |
| 29 | Centrocampista | Eduardo Torres    | 65' |
| 19 | Defensa        | Alejandro Mayorga | 75' |
| 26 | Defensa        | Cristian Calderón | 75' |

| 3' · 52' · 66' | Javier Aquino Fernando Gorriarán Sebastián Córdova |

| 3' · 48' · 68' · 82' | Antonio Briseño Fernando González Jesús Orozco Chiquete Alejandro Mayorga |

| Principal  | Fernando Guerrero Ramírez          |
| Asistentes | Pablo Israel Hernández Luna        |
|            | Leonardo Javier Castillo Rodríguez |
| Cuarto     | Daniel Quintero Huitrón            |

|  |                    |     |     |
|  | Tiros              | 14  | 7   |
|  | Tiros a puerta     | 1   | 1   |
|  | Faltas             | 13  | 12  |
|  | Saques de esquina  | 2   | 2   |
|  | Fueras de juego    | 0   | 1   |
|  | Posesión del balón | 67% | 33% |

| 1     | POR   | Nahuel Guzmán        |     |
| 20    | DEF   | Javier Aquino        | 55' |
| 19    | DEF   | Guido Pizarro        |     |
| 13    | DEF   | Diego Reyes          |     |
| 27    | DEF   | Jesús Angulo         |     |
| 5     | MED   | Rafael Carioca       |     |
| 8     | MED   | Fernando Gorriarán   | 54' |
| 23    | MED   | Luis Quiñones        | 87' |
| 17    | MED   | Sebastián Córdova    |     |
| 16    | MED   | Diego Lainez         | 68' |
| 10    | DEL   | André-Pierre Gignac  | 68' |
| D. T. | D. T. | Robert Dante Siboldi |     |

| 23    | POR   | Miguel Jiménez        |     |
| 3     | DEF   | Gilberto Sepúlveda    |     |
| 13    | DEF   | Jesús Orozco Chiquete |     |
| 4     | DEF   | Antonio Briseño       |     |
| 2     | DEF   | Alan Mozo             |     |
| 28    | MED   | Fernando González     | 65' |
| 20    | MED   | Fernando Beltrán      |     |
| 11    | MED   | Isaac Brizuela        | 58' |
| 5     | MED   | Víctor Guzmán         | 75' |
| 10    | MED   | Alexis Vega           | 58' |
| 25    | DEL   | Roberto Alvarado      | 75' |
| D. T. | D. T. | Veljko Paunović       |     |

| 6  | Centrocampista | Juan Pablo Vigón   | 54' |
| 14 | Centrocampista | Jesús Garza        | 55' |
| 9  | Delantero      | Nicolás Ibáñez     | 68' |
| 11 | Delantero      | Nicolás López      | 68' |
| 22 | Centrocampista | Raymundo Fulgencio | 87' |

| 6  | Centrocampista | Pável Pérez       | 58' |
| 18 | Delantero      | Ronaldo Cisneros  | 58' |
| 29 | Centrocampista | Eduardo Torres    | 65' |
| 19 | Defensa        | Alejandro Mayorga | 75' |
| 26 | Defensa        | Cristian Calderón | 75' |

| 3' · 52' · 66' | Javier Aquino Fernando Gorriarán Sebastián Córdova |

| 3' · 48' · 68' · 82' | Antonio Briseño Fernando González Jesús Orozco Chiquete Alejandro Mayorga |

| Principal  | Fernando Guerrero Ramírez          |
| Asistentes | Pablo Israel Hernández Luna        |
|            | Leonardo Javier Castillo Rodríguez |
| Cuarto     | Daniel Quintero Huitrón            |

|  |                    |     |     |
|  | Tiros              | 14  | 7   |
|  | Tiros a puerta     | 1   | 1   |
|  | Faltas             | 13  | 12  |
|  | Saques de esquina  | 2   | 2   |
|  | Fueras de juego    | 0   | 1   |
|  | Posesión del balón | 67% | 33% |

| 1     | POR   | Nahuel Guzmán        |     |
| 20    | DEF   | Javier Aquino        | 55' |
| 19    | DEF   | Guido Pizarro        |     |
| 13    | DEF   | Diego Reyes          |     |
| 27    | DEF   | Jesús Angulo         |     |
| 5     | MED   | Rafael Carioca       |     |
| 8     | MED   | Fernando Gorriarán   | 54' |
| 23    | MED   | Luis Quiñones        | 87' |
| 17    | MED   | Sebastián Córdova    |     |
| 16    | MED   | Diego Lainez         | 68' |
| 10    | DEL   | André-Pierre Gignac  | 68' |
| D. T. | D. T. | Robert Dante Siboldi |     |

| 23    | POR   | Miguel Jiménez        |     |
| 3     | DEF   | Gilberto Sepúlveda    |     |
| 13    | DEF   | Jesús Orozco Chiquete |     |
| 4     | DEF   | Antonio Briseño       |     |
| 2     | DEF   | Alan Mozo             |     |
| 28    | MED   | Fernando González     | 65' |
| 20    | MED   | Fernando Beltrán      |     |
| 11    | MED   | Isaac Brizuela        | 58' |
| 5     | MED   | Víctor Guzmán         | 75' |
| 10    | MED   | Alexis Vega           | 58' |
| 25    | DEL   | Roberto Alvarado      | 75' |
| D. T. | D. T. | Veljko Paunović       |     |

| 6  | Centrocampista | Juan Pablo Vigón   | 54' |
| 14 | Centrocampista | Jesús Garza        | 55' |
| 9  | Delantero      | Nicolás Ibáñez     | 68' |
| 11 | Delantero      | Nicolás López      | 68' |
| 22 | Centrocampista | Raymundo Fulgencio | 87' |

| 6  | Centrocampista | Pável Pérez       | 58' |
| 18 | Delantero      | Ronaldo Cisneros  | 58' |
| 29 | Centrocampista | Eduardo Torres    | 65' |
| 19 | Defensa        | Alejandro Mayorga | 75' |
| 26 | Defensa        | Cristian Calderón | 75' |

| 3' · 52' · 66' | Javier Aquino Fernando Gorriarán Sebastián Córdova |

| 3' · 48' · 68' · 82' | Antonio Briseño Fernando González Jesús Orozco Chiquete Alejandro Mayorga |

| Principal  | Fernando Guerrero Ramírez          |
| Asistentes | Pablo Israel Hernández Luna        |
|            | Leonardo Javier Castillo Rodríguez |
| Cuarto     | Daniel Quintero Huitrón            |

|  |                    |     |     |
|  | Tiros              | 14  | 7   |
|  | Tiros a puerta     | 1   | 1   |
|  | Faltas             | 13  | 12  |
|  | Saques de esquina  | 2   | 2   |
|  | Fueras de juego    | 0   | 1   |
|  | Posesión del balón | 67% | 33% |

| 1     | POR   | Nahuel Guzmán        |     |
| 20    | DEF   | Javier Aquino        | 55' |
| 19    | DEF   | Guido Pizarro        |     |
| 13    | DEF   | Diego Reyes          |     |
| 27    | DEF   | Jesús Angulo         |     |
| 5     | MED   | Rafael Carioca       |     |
| 8     | MED   | Fernando Gorriarán   | 54' |
| 23    | MED   | Luis Quiñones        | 87' |
| 17    | MED   | Sebastián Córdova    |     |
| 16    | MED   | Diego Lainez         | 68' |
| 10    | DEL   | André-Pierre Gignac  | 68' |
| D. T. | D. T. | Robert Dante Siboldi |     |

| 23    | POR   | Miguel Jiménez        |     |
| 3     | DEF   | Gilberto Sepúlveda    |     |
| 13    | DEF   | Jesús Orozco Chiquete |     |
| 4     | DEF   | Antonio Briseño       |     |
| 2     | DEF   | Alan Mozo             |     |
| 28    | MED   | Fernando González     | 65' |
| 20    | MED   | Fernando Beltrán      |     |
| 11    | MED   | Isaac Brizuela        | 58' |
| 5     | MED   | Víctor Guzmán         | 75' |
| 10    | MED   | Alexis Vega           | 58' |
| 25    | DEL   | Roberto Alvarado      | 75' |
| D. T. | D. T. | Veljko Paunović       |     |

| 6  | Centrocampista | Juan Pablo Vigón   | 54' |
| 14 | Centrocampista | Jesús Garza        | 55' |
| 9  | Delantero      | Nicolás Ibáñez     | 68' |
| 11 | Delantero      | Nicolás López      | 68' |
| 22 | Centrocampista | Raymundo Fulgencio | 87' |

| 6  | Centrocampista | Pável Pérez       | 58' |
| 18 | Delantero      | Ronaldo Cisneros  | 58' |
| 29 | Centrocampista | Eduardo Torres    | 65' |
| 19 | Defensa        | Alejandro Mayorga | 75' |
| 26 | Defensa        | Cristian Calderón | 75' |

| 3' · 52' · 66' | Javier Aquino Fernando Gorriarán Sebastián Córdova |

| 3' · 48' · 68' · 82' | Antonio Briseño Fernando González Jesús Orozco Chiquete Alejandro Mayorga |

| Principal  | Fernando Guerrero Ramírez          |
| Asistentes | Pablo Israel Hernández Luna        |
|            | Leonardo Javier Castillo Rodríguez |
| Cuarto     | Daniel Quintero Huitrón            |

|  |                    |     |     |
|  | Tiros              | 14  | 7   |
|  | Tiros a puerta     | 1   | 1   |
|  | Faltas             | 13  | 12  |
|  | Saques de esquina  | 2   | 2   |
|  | Fueras de juego    | 0   | 1   |
|  | Posesión del balón | 67% | 33% |

#### Final - Vuelta
| 23    | POR   | Miguel Jiménez        |      |
| 2     | DEF   | Alan Mozo             | 100' |
| 4     | DEF   | Antonio Briseño       |      |
| 3     | DEF   | Gilberto Sepúlveda    |      |
| 13    | DEF   | Jesús Orozco Chiquete |      |
| 28    | MED   | Fernando González     | 100' |
| 20    | MED   | Fernando Beltrán      |      |
| 5     | MED   | Víctor Guzmán         |      |
| 25    | DEL   | Roberto Alvarado      |      |
| 10    | DEL   | Alexis Vega           | 60'  |
| 18    | DEL   | Ronaldo Cisneros      | 60'  |
| D. T. | D. T. | Veljko Paunović       |      |

| 1     | POR   | Nahuel Guzmán        |     |
| 20    | DEF   | Javier Aquino        |     |
| 19    | DEF   | Guido Pizarro        |     |
| 13    | DEF   | Diego Reyes          |     |
| 14    | DEF   | Jesús Garza          | 65' |
| 5     | MED   | Rafael Carioca       | 90' |
| 6     | MED   | Juan Pablo Vigón     | 45' |
| 17    | MED   | Sebastián Córdova    |     |
| 23    | MED   | Luis Quiñones        |     |
| 16    | MED   | Diego Lainez         | 45' |
| 10    | DEL   | André-Pierre Gignac  |     |
| D. T. | D. T. | Robert Dante Siboldi |     |

| 6  | Centrocampista | Pável Pérez 100' | 60'  |
| 11 | Centrocampista | Isaac Brizuela   | 60'  |
| 17 | Defensa        | Jesús Sánchez    | 100' |
| 29 | Centrocampista | Eduardo Torres   | 100' |
| 9  | Delantero      | Daniel Ríos      | 100' |

| 8  | Centrocampista | Fernando Gorriarán | 45' |
| 11 | Delantero      | Nicolás López      | 45' |
| 9  | Delantero      | Nicolás Ibáñez     | 65' |
| 3  | Defensa        | Samir Caetano      | 90' |

| 10' · 19' | Roberto Alvarado Víctor Guzmán | 1:0 2:0 |

| 65' · 71' · 109' | André-Pierre Gignac Sebastián Córdova Guido Pizarro | 2:1 2:2 2:3 |

| 28' · 45' · 63' · 95' · 120+2' | Jesús Orozco Chiquete Alexis Vega Antonio Briseño Víctor Guzmán Gilberto Sepúlveda |

| 37' · 67' · 108' | Luis Quiñones Sebastián Córdova Nahuel Guzmán |

| 120+3' | Gilberto Sepúlveda |

| 116' | Sebastián Córdova |

| Principal  | César Arturo Ramos Palazuelos    |
| Asistentes | Christian Kiabek Espinoza Zavala |
|            | Marco Antonio Bisguerra Mendiola |
| Cuarto     | Víctor Alfonso Cáceres Hernández |

|  |                    |     |     |
|  | Tiros              | 10  | 24  |
|  | Tiros a puerta     | 7   | 9   |
|  | Faltas             | 23  | 10  |
|  | Saques de esquina  | 5   | 12  |
|  | Penaltis           | 0   | 1   |
|  | Fueras de juego    | 1   | 2   |
|  | Posesión del balón | 36% | 64% |

| 23    | POR   | Miguel Jiménez        |      |
| 2     | DEF   | Alan Mozo             | 100' |
| 4     | DEF   | Antonio Briseño       |      |
| 3     | DEF   | Gilberto Sepúlveda    |      |
| 13    | DEF   | Jesús Orozco Chiquete |      |
| 28    | MED   | Fernando González     | 100' |
| 20    | MED   | Fernando Beltrán      |      |
| 5     | MED   | Víctor Guzmán         |      |
| 25    | DEL   | Roberto Alvarado      |      |
| 10    | DEL   | Alexis Vega           | 60'  |
| 18    | DEL   | Ronaldo Cisneros      | 60'  |
| D. T. | D. T. | Veljko Paunović       |      |

| 1     | POR   | Nahuel Guzmán        |     |
| 20    | DEF   | Javier Aquino        |     |
| 19    | DEF   | Guido Pizarro        |     |
| 13    | DEF   | Diego Reyes          |     |
| 14    | DEF   | Jesús Garza          | 65' |
| 5     | MED   | Rafael Carioca       | 90' |
| 6     | MED   | Juan Pablo Vigón     | 45' |
| 17    | MED   | Sebastián Córdova    |     |
| 23    | MED   | Luis Quiñones        |     |
| 16    | MED   | Diego Lainez         | 45' |
| 10    | DEL   | André-Pierre Gignac  |     |
| D. T. | D. T. | Robert Dante Siboldi |     |

| 6  | Centrocampista | Pável Pérez 100' | 60'  |
| 11 | Centrocampista | Isaac Brizuela   | 60'  |
| 17 | Defensa        | Jesús Sánchez    | 100' |
| 29 | Centrocampista | Eduardo Torres   | 100' |
| 9  | Delantero      | Daniel Ríos      | 100' |

| 8  | Centrocampista | Fernando Gorriarán | 45' |
| 11 | Delantero      | Nicolás López      | 45' |
| 9  | Delantero      | Nicolás Ibáñez     | 65' |
| 3  | Defensa        | Samir Caetano      | 90' |

| 10' · 19' | Roberto Alvarado Víctor Guzmán | 1:0 2:0 |

| 65' · 71' · 109' | André-Pierre Gignac Sebastián Córdova Guido Pizarro | 2:1 2:2 2:3 |

| 28' · 45' · 63' · 95' · 120+2' | Jesús Orozco Chiquete Alexis Vega Antonio Briseño Víctor Guzmán Gilberto Sepúlveda |

| 37' · 67' · 108' | Luis Quiñones Sebastián Córdova Nahuel Guzmán |

| 120+3' | Gilberto Sepúlveda |

| 116' | Sebastián Córdova |

| Principal  | César Arturo Ramos Palazuelos    |
| Asistentes | Christian Kiabek Espinoza Zavala |
|            | Marco Antonio Bisguerra Mendiola |
| Cuarto     | Víctor Alfonso Cáceres Hernández |

|  |                    |     |     |
|  | Tiros              | 10  | 24  |
|  | Tiros a puerta     | 7   | 9   |
|  | Faltas             | 23  | 10  |
|  | Saques de esquina  | 5   | 12  |
|  | Penaltis           | 0   | 1   |
|  | Fueras de juego    | 1   | 2   |
|  | Posesión del balón | 36% | 64% |

| 23    | POR   | Miguel Jiménez        |      |
| 2     | DEF   | Alan Mozo             | 100' |
| 4     | DEF   | Antonio Briseño       |      |
| 3     | DEF   | Gilberto Sepúlveda    |      |
| 13    | DEF   | Jesús Orozco Chiquete |      |
| 28    | MED   | Fernando González     | 100' |
| 20    | MED   | Fernando Beltrán      |      |
| 5     | MED   | Víctor Guzmán         |      |
| 25    | DEL   | Roberto Alvarado      |      |
| 10    | DEL   | Alexis Vega           | 60'  |
| 18    | DEL   | Ronaldo Cisneros      | 60'  |
| D. T. | D. T. | Veljko Paunović       |      |

| 1     | POR   | Nahuel Guzmán        |     |
| 20    | DEF   | Javier Aquino        |     |
| 19    | DEF   | Guido Pizarro        |     |
| 13    | DEF   | Diego Reyes          |     |
| 14    | DEF   | Jesús Garza          | 65' |
| 5     | MED   | Rafael Carioca       | 90' |
| 6     | MED   | Juan Pablo Vigón     | 45' |
| 17    | MED   | Sebastián Córdova    |     |
| 23    | MED   | Luis Quiñones        |     |
| 16    | MED   | Diego Lainez         | 45' |
| 10    | DEL   | André-Pierre Gignac  |     |
| D. T. | D. T. | Robert Dante Siboldi |     |

| 6  | Centrocampista | Pável Pérez 100' | 60'  |
| 11 | Centrocampista | Isaac Brizuela   | 60'  |
| 17 | Defensa        | Jesús Sánchez    | 100' |
| 29 | Centrocampista | Eduardo Torres   | 100' |
| 9  | Delantero      | Daniel Ríos      | 100' |

| 8  | Centrocampista | Fernando Gorriarán | 45' |
| 11 | Delantero      | Nicolás López      | 45' |
| 9  | Delantero      | Nicolás Ibáñez     | 65' |
| 3  | Defensa        | Samir Caetano      | 90' |

| 10' · 19' | Roberto Alvarado Víctor Guzmán | 1:0 2:0 |

| 65' · 71' · 109' | André-Pierre Gignac Sebastián Córdova Guido Pizarro | 2:1 2:2 2:3 |

| 28' · 45' · 63' · 95' · 120+2' | Jesús Orozco Chiquete Alexis Vega Antonio Briseño Víctor Guzmán Gilberto Sepúlveda |

| 37' · 67' · 108' | Luis Quiñones Sebastián Córdova Nahuel Guzmán |

| 120+3' | Gilberto Sepúlveda |

| 116' | Sebastián Córdova |

| Principal  | César Arturo Ramos Palazuelos    |
| Asistentes | Christian Kiabek Espinoza Zavala |
|            | Marco Antonio Bisguerra Mendiola |
| Cuarto     | Víctor Alfonso Cáceres Hernández |

|  |                    |     |     |
|  | Tiros              | 10  | 24  |
|  | Tiros a puerta     | 7   | 9   |
|  | Faltas             | 23  | 10  |
|  | Saques de esquina  | 5   | 12  |
|  | Penaltis           | 0   | 1   |
|  | Fueras de juego    | 1   | 2   |
|  | Posesión del balón | 36% | 64% |

| 23    | POR   | Miguel Jiménez        |      |
| 2     | DEF   | Alan Mozo             | 100' |
| 4     | DEF   | Antonio Briseño       |      |
| 3     | DEF   | Gilberto Sepúlveda    |      |
| 13    | DEF   | Jesús Orozco Chiquete |      |
| 28    | MED   | Fernando González     | 100' |
| 20    | MED   | Fernando Beltrán      |      |
| 5     | MED   | Víctor Guzmán         |      |
| 25    | DEL   | Roberto Alvarado      |      |
| 10    | DEL   | Alexis Vega           | 60'  |
| 18    | DEL   | Ronaldo Cisneros      | 60'  |
| D. T. | D. T. | Veljko Paunović       |      |

| 1     | POR   | Nahuel Guzmán        |     |
| 20    | DEF   | Javier Aquino        |     |
| 19    | DEF   | Guido Pizarro        |     |
| 13    | DEF   | Diego Reyes          |     |
| 14    | DEF   | Jesús Garza          | 65' |
| 5     | MED   | Rafael Carioca       | 90' |
| 6     | MED   | Juan Pablo Vigón     | 45' |
| 17    | MED   | Sebastián Córdova    |     |
| 23    | MED   | Luis Quiñones        |     |
| 16    | MED   | Diego Lainez         | 45' |
| 10    | DEL   | André-Pierre Gignac  |     |
| D. T. | D. T. | Robert Dante Siboldi |     |

| 6  | Centrocampista | Pável Pérez 100' | 60'  |
| 11 | Centrocampista | Isaac Brizuela   | 60'  |
| 17 | Defensa        | Jesús Sánchez    | 100' |
| 29 | Centrocampista | Eduardo Torres   | 100' |
| 9  | Delantero      | Daniel Ríos      | 100' |

| 8  | Centrocampista | Fernando Gorriarán | 45' |
| 11 | Delantero      | Nicolás López      | 45' |
| 9  | Delantero      | Nicolás Ibáñez     | 65' |
| 3  | Defensa        | Samir Caetano      | 90' |

| 10' · 19' | Roberto Alvarado Víctor Guzmán | 1:0 2:0 |

| 65' · 71' · 109' | André-Pierre Gignac Sebastián Córdova Guido Pizarro | 2:1 2:2 2:3 |

| 28' · 45' · 63' · 95' · 120+2' | Jesús Orozco Chiquete Alexis Vega Antonio Briseño Víctor Guzmán Gilberto Sepúlveda |

| 37' · 67' · 108' | Luis Quiñones Sebastián Córdova Nahuel Guzmán |

| 120+3' | Gilberto Sepúlveda |

| 116' | Sebastián Córdova |

| Principal  | César Arturo Ramos Palazuelos    |
| Asistentes | Christian Kiabek Espinoza Zavala |
|            | Marco Antonio Bisguerra Mendiola |
| Cuarto     | Víctor Alfonso Cáceres Hernández |

|  |                    |     |     |
|  | Tiros              | 10  | 24  |
|  | Tiros a puerta     | 7   | 9   |
|  | Faltas             | 23  | 10  |
|  | Saques de esquina  | 5   | 12  |
|  | Penaltis           | 0   | 1   |
|  | Fueras de juego    | 1   | 2   |
|  | Posesión del balón | 36% | 64% |

| Campeón Clausura 2023 |
| --------------------- |
|                       |
| Tigres UANL           |
| 8.° título            |

## Tabla general de la temporada
| Pos. | Equipo               | Pts. | PJ | G  | E  | P  | GF | GC | Dif. | Clasificación                                 |
| ---- | -------------------- | ---- | -- | -- | -- | -- | -- | -- | ---- | --------------------------------------------- |
| 1    | Monterrey            | 75   | 34 | 23 | 6  | 5  | 64 | 27 | +37  | Fase preliminar de la Copa de Campeones 2024  |
| 2    | América              | 72   | 34 | 21 | 9  | 4  | 74 | 38 | +36  | Fase preliminar de la Copa de Campeones 2024  |
| 3    | Pachuca              | 63   | 34 | 19 | 6  | 9  | 63 | 36 | +27  | Octavos de final de la Copa de Campeones 2024 |
| 4    | Toluca               | 59   | 34 | 16 | 11 | 7  | 61 | 42 | +19  | Fase preliminar de la Copa de Campeones 2024  |
| 5    | Guadalajara          | 56   | 34 | 15 | 11 | 8  | 47 | 35 | +12  | Fase preliminar de la Copa de Campeones 2024  |
| 6    | Tigres UANL          | 55   | 34 | 16 | 7  | 11 | 44 | 31 | +13  | Fase preliminar de la Copa de Campeones 2024  |
| 7    | León                 | 52   | 34 | 14 | 10 | 10 | 48 | 42 | +6   |                                               |
| 8    | Santos Laguna        | 52   | 34 | 15 | 7  | 12 | 61 | 58 | +3   |                                               |
| 9    | Cruz Azul            | 48   | 34 | 14 | 6  | 14 | 47 | 56 | −9   |                                               |
| 10   | Puebla               | 42   | 34 | 10 | 12 | 12 | 51 | 55 | −4   |                                               |
| 11   | Atlético de San Luis | 37   | 34 | 9  | 10 | 15 | 31 | 44 | −13  |                                               |
| 12   | Atlas                | 34   | 34 | 7  | 13 | 14 | 43 | 49 | −6   |                                               |
| 13   | Juárez               | 34   | 34 | 7  | 13 | 14 | 34 | 43 | −9   |                                               |
| 14   | Necaxa               | 33   | 34 | 8  | 9  | 17 | 35 | 50 | −15  |                                               |
| 15   | Tijuana              | 33   | 34 | 7  | 12 | 15 | 37 | 59 | −22  |                                               |
| 16   | Pumas UNAM           | 32   | 34 | 7  | 11 | 16 | 45 | 63 | −18  |                                               |
| 17   | Querétaro            | 29   | 34 | 5  | 14 | 15 | 34 | 56 | −22  | Último lugar en la tabla de cocientes.        |
| 18   | Mazatlán             | 24   | 34 | 5  | 9  | 20 | 36 | 65 | −29  |                                               |

Actualizado a los partidos jugados el 30 de abril de 2023.
 Fuente: Página oficial
Criterios de clasificación: Puntos · Diferencia de goles · Goles a favor · Play-off
Notas:
1. ↑  Mejor equipo en la tabla acumulada que no haya sido campeón de ningún torneo.
2. ↑  Segundo mejor equipo en la tabla acumulada que no haya sido campeón de ningún torneo.
3. ↑  Campeón del Apertura 2022 y mejor campeón en la tabla acumulada.
4. ↑  Subcampeón del Apertura 2022.
5. ↑  Subcampeón del Clausura 2023.
6. ↑  Campeón del Clausura 2023 y segundo mejor campeón en la tabla acumulada.

## Estadísticas

### Clasificación juego limpio
- Datos según la página oficial.
- Fecha de actualización: 30 de abril de 2023

| Lugar                                | Club                                 |          |          |          | Puntos   |
| ------------------------------------ | ------------------------------------ | -------- | -------- | -------- | -------- |
| 1                                    | América                              | 35       | 0        | 1        | 38       |
| 2                                    | Pachuca                              | 32       | 0        | 2        | 38       |
| 3                                    | Monterrey                            | 35       | 1        | 1        | 41       |
| 4                                    | Toluca                               | 33       | 1        | 2        | 42       |
| 5                                    | Guadalajara                          | 33       | 1        | 3        | 45       |
| 6                                    | Atlas                                | 40       | 2        | 0        | 46       |
| 7                                    | Querétaro                            | 40       | 0        | 2        | 46       |
| 8                                    | Tigres UANL                          | 41       | 1        | 1        | 47       |
| 9                                    | Cruz Azul                            | 34       | 3        | 2        | 49       |
| 10                                   | Mazatlán                             | 42       | 0        | 3        | 51       |
| 11                                   | Santos Laguna                        | 31       | 0        | 7        | 52       |
| 12                                   | Tijuana                              | 43       | 1        | 2        | 52       |
| 13                                   | Necaxa                               | 46       | 0        | 2        | 52       |
| 14                                   | Puebla                               | 47       | 0        | 2        | 53       |
| 15                                   | Atlético de San Luis                 | 40       | 1        | 4        | 55       |
| 16                                   | Juárez                               | 38       | 2        | 5        | 59       |
| 17                                   | León                                 | 32       | 1        | 9        | 62       |
| 18                                   | Pumas UNAM                           | 39       | 1        | 7        | 63       |
| Primera Tarjeta Amarilla             | Primera Tarjeta Amarilla             | 1 punto  | 1 punto  | 1 punto  | 1 punto  |
| Segunda Tarjeta Amarilla y Expulsión | Segunda Tarjeta Amarilla y Expulsión | 3 puntos | 3 puntos | 3 puntos | 3 puntos |
| Tarjeta Roja Directa                 | Tarjeta Roja Directa                 | 3 puntos | 3 puntos | 3 puntos | 3 puntos |

### Máximos goleadores
Lista con los máximos goleadores del torneo.
- Datos según la página oficial.

Fecha de actualización: 30 de abril de 2023
| Posición | Jugador                 | Club          | Goles | Part. | Prom. | Min. | Frec.       |
| -------- | ----------------------- | ------------- | ----- | ----- | ----- | ---- | ----------- |
| 1º       | Henry Martín            | América       | 14    | 17    | 0.82  | 1415 | 101.07 min. |
| 2º       | Rogelio Funes Mori      | Monterrey     | 12    | 14    | 0.86  | 1069 | 89.08 min.  |
| =        | Julián Quiñones         | Atlas         | 12    | 17    | 0.71  | 1512 | 126 min.    |
| 4º       | Carlos González         | Toluca        | 8     | 15    | 0.53  | 1152 | 144 min.    |
| =        | Juan Ignacio Dinenno    | Pumas UNAM    | 8     | 17    | 0.47  | 1443 | 180.38 min. |
| 6º       | Víctor Guzmán           | Guadalajara   | 7     | 15    | 0.47  | 1188 | 169.71 min. |
| =        | André-Pierre Gignac     | Tigres UANL   | 7     | 13    | 0.54  | 1125 | 160.71 min. |
| =        | Harold Preciado         | Santos Laguna | 7     | 17    | 0.41  | 1498 | 214 min.    |
| 9º       | Arturo Alfonso González | Monterrey     | 6     | 17    | 0.35  | 1213 | 202.17 min. |
| =        | Diego Valdés            | América       | 6     | 16    | 0.38  | 1291 | 215.17 min. |
| =        | Maximiliano Araújo      | Toluca        | 6     | 17    | 0.35  | 1452 | 242 min.    |
| =        | Javier Eduardo López    | Pachuca       | 6     | 14    | 0.43  | 862  | 143.67 min. |
| =        | Uriel Antuna            | Cruz Azul     | 6     | 15    | 0.4   | 1236 | 206 min.    |

#### Tripletes o más
| Jugador            | Local     | Resultado | Visita            | Goles         | Fecha       | Jornada    |
| ------------------ | --------- | --------- | ----------------- | ------------- | ----------- | ---------- |
| Rogelio Funes Mori | Monterrey | 3 - 1     | Atlético San Luis | 2' 16' 66'    | 21 de enero | Jornada 3  |
| Henry Martín       | América   | 6 - 0     | Mazatlán          | 33' 58' 90+3' | 28 de enero | Jornada 4  |
| Rogelio Funes Mori | Monterrey | 4 - 1     | Pumas UNAM        | 16' 22' 27'   | 29 de abril | Jornada 17 |

### Máximos asistentes
- Datos según SoccerWay.

Fecha de actualización: 30 de abril de 2023
| Pos. | Jugador             | Equipo        | Asistencias | Part. | Prom. | Min. | M/A    |
| ---- | ------------------- | ------------- | ----------- | ----- | ----- | ---- | ------ |
| 1º   | Federico Mancuello  | Puebla        | 6           | 17    | 0.35  | 1446 | 241    |
| 2º   | Ozziel Herrera      | Atlas         | 5           | 13    | 0.38  | 966  | 193.2  |
| =    | Henry Martín        | América       | 5           | 17    | 0.29  | 1415 | 283    |
| =    | Diego Valdés        | América       | 5           | 16    | 0.31  | 1291 | 258.2  |
| 5º   | Maximiliano Araújo  | Toluca        | 4           | 17    | 0.24  | 1452 | 363    |
| =    | Germán Berterame    | Monterrey     | 4           | 16    | 0.25  | 1251 | 312.75 |
| =    | Juan Brunetta       | Santos Laguna | 4           | 17    | 0.24  | 1486 | 371.5  |
| =    | Jesús Gallardo      | Monterrey     | 4           | 17    | 0.24  | 1386 | 346.5  |
| =    | Luis Arcadio García | Puebla        | 4           | 11    | 0.36  | 691  | 172.75 |
| =    | Rodrigo Huescas     | Cruz Azul     | 4           | 15    | 0.27  | 915  | 228.75 |

### Asistencia
Lista con la asistencia de los partidos y equipos Liga BBVA MX.

Datos actualizados a 30 de abril de 2023

#### Por equipo
En los promedios solamente se cuentan los partidos que contaron con asistencia de público.
| Pos                | Equipo             | Total     | Media  | Más alta | Más baja | % de Ocupación media |
| ------------------ | ------------------ | --------- | ------ | -------- | -------- | -------------------- |
| 1                  | Monterrey          | 392,295   | 43,588 | 48,788   | 40,103   | 84.89%               |
| 2                  | Tigres UANL        | 350,552   | 38,950 | 41,615   | 28,879   | 92.99%               |
| 3                  | América            | 339,926   | 37,770 | 60,332   | 22,588   | 46.59%               |
| 4                  | Guadalajara        | 254,279   | 31,785 | 38,834   | 19,078   | 68.75%               |
| 5                  | Cruz Azul          | 233,890   | 29,236 | 66,364   | 16,873   | 36.06%               |
| 6                  | Toluca             | 200,033   | 25,004 | 27,273   | 19,610   | 91.68%               |
| 7                  | Tijuana            | 212,422   | 23,602 | 26,158   | 20,233   | 90.23%               |
| 8                  | León               | 206,518   | 22,946 | 24,737   | 20,113   | 73.32%               |
| 9                  | Querétaro          | 93,504    | 18,701 | 21,518   | 17,890   | 54.83%               |
| 10                 | Pumas UNAM         | 148,263   | 18,533 | 42,823   | 11,550   | 31.71%               |
| 11                 | Atlas              | 157,064   | 17,452 | 29,814   | 11,555   | 31.72%               |
| 12                 | Puebla             | 139,450   | 17,431 | 30,132   | 10,290   | 36.76%               |
| 13                 | Santos Laguna      | 138,284   | 17,286 | 25,746   | 13,797   | 59.40%               |
| 14                 | Atlético San Luis  | 129,683   | 16,270 | 22,240   | 10,832   | 59.97%               |
| 15                 | Pachuca            | 121,662   | 15,208 | 20,777   | 10,281   | 58.67%               |
| 16                 | Necaxa             | 122,855   | 13,651 | 18,114   | 11,161   | 57.23%               |
| 17                 | Juárez             | 107,503   | 13,438 | 19,314   | 10,229   | 68.20%               |
| 18                 | Mazatlán           | 101,496   | 11,277 | 17,023   | 8,819    | 55.84%               |
| Totales del Torneo | Totales del Torneo | 3,449,679 | 23,173 | 66,364   | 8,819    | 57.20%               |

#### Por jornada
El listado excluye los partidos que fueron disputados a puerta cerrada.
| 1     | 187,398   | 20,882 | 50.50% | Monterrey vs. Guadalajara (44,498)            | Mazatlán vs. León (10,005)                   |
| 2     | 184,072   | 20,452 | 51.16% | Tigres UANL vs. Pachuca (41,615)              | Puebla vs. Querétaro (10,613)                |
| 3     | 180,978   | 22,622 | 54.31% | Monterrey vs. Atlético de San Luis (40,162)   | Mazatlán vs. Santos Laguna (9,854)           |
| 4     | 194,402   | 21,600 | 54.22% | Tigres UANL vs. Atlético de San Luis (41,615) | Atlas vs. Santos Laguna (14,073)             |
| 5     | 201,199   | 22,355 | 54.59% | Monterrey vs. Toluca (48,788)                 | Necaxa vs. Tijuana (12,225)                  |
| 6     | 180,138   | 22,517 | 55.52% | Tigres UANL vs. Pumas UNAM (41,615)           | Puebla vs. Mazatlán (10,290)                 |
| 7     | 224,866   | 24,985 | 63.89% | Monterrey vs. Querétaro (41,660)              | Mazatlán vs. Pachuca (8,819)                 |
| 8     | 193,237   | 24,155 | 52.80% | Monterrey vs. Necaxa (44,132)                 | Juárez vs. León (10,229)                     |
| 9     | 195,670   | 21,741 | 58.26% | Tigres UANL vs. Guadalajara (41,615)          | Mazatlán vs. Pumas UNAM (9,970)              |
| 10    | 207,172   | 25,897 | 61.19% | América vs. Pachuca (46,273)                  | Pumas UNAM vs. Puebla (11,851)               |
| 11    | 181,694   | 20,188 | 51.27% | Tigres UANL vs. América (41,615)              | Juárez vs. Necaxa (11,272)                   |
| 12    | 205,248   | 22,805 | 53.06% | Tigres UANL vs. Monterrey (41,615)            | Mazatlán vs. Necaxa (12,205)                 |
| 13    | 208,508   | 23,168 | 60.38% | Monterrey vs. Tijuana (40,103)                | Juárez vs. Puebla (12,138)                   |
| 14    | 221,364   | 24,596 | 58.05% | América vs. Monterrey (49,974)                | Pumas UNAM vs. Atlético de San Luis (11,550) |
| 15    | 223,593   | 24,844 | 58.48% | Cruz Azul vs. América (66,364)                | Mazatlán vs. Tijuana (10,139)                |
| 16    | 235,760   | 26,196 | 73.29% | América vs. Pumas UNAM (60,332)               | Mazatlán vs. Monterrey (11,440)              |
| 17    | 224,380   | 24,931 | 61.39% | Monterrey vs. Pumas UNAM (45,915)             | Puebla vs. Tijuana (15,001)                  |
| Total | 3,449,679 | 23,173 | 57.20% | Cruz Azul vs. América (66,364)                | Mazatlán vs. Pachuca (8,819)                 |